# 1000
1000是999与1001之间的自然数，十进制表示的第一個四位數，中文书写“一千”。

## 在数学中
- 合數，正因數有1、2、4、5、8、10、20、25、40、50、100、125、200、250、500和1000。
質因數分解為{\displaystyle 2^{3}\times 5^{3}}。
- 過剩數，真因數和為1340，盈度為340。
  - 半完全數，和為本身的其中一組因數為1、 2、 4、 5、 8、 10、 20、 25、 100、 125、 200、 500。
- 第10個立方數，為10的立方。前一個為729、下一個為1331。
- 十进制的哈沙德數。
- 十进制的等數位數。
- 不少度量衡都採用「千進制」
  - 重量：1000克（g）=1公斤（或1千克，kilogram/kg），而1000公斤等於1噸（或1公噸，tonne）
  - 容量：1000毫克（ml）=1升（或1公升，litre）
  - 長度：1000米（m）=1公里（或1千米，kilometre/km）

## 在科学中
- 1000等於1k（kilo-），如1kB等於1 kilobyte

## 在人类文化中
- 以一千年作為一個千纪。
- 部份貨幣的面額之一。在香港及澳門，1000元是上述兩地中面額最大的[1][2]。

## 在其它领域中
- 在中國大陸网络上，申請出國相關的版面中，1000為“一簽”的諧音，指第一次申請簽證。

## 1000至2000的數字

### 1001至1499的數字
1001
- 合数，正因數有1、7、11、13、77、91、143和1001。
質因數分解，{\displaystyle 7\times 11\times 13}。
- 亏数，真因數和為343，虧度為658
- 无平方数因数的数。
  - 楔形数。
- 十进制的奢侈數。
- 五角数
- 五胞体数和第一个四位数的回文数。

1002
- 合数，正因數有1、2、3、6、167、334、501和1002。
質因數分解，{\displaystyle 2\times 3\times 167}。
- 过剩数，真因數和為1014，盈度為12
  - 半完全数，和為本身的其中一組因數為167、 334、 501。
- 不尋常數，大於平方根的質因數為167。
- 佩服數，佩服因數為6。
- 无平方数因数的数。
  - 楔形数。
- 十进制的奢侈數。
- 哈沙德數
- 分割函數p(22)的值

1003
- 合数，正因數有1、17、59和1003。
質因數分解，{\displaystyle 17\times 59}。
- 亏数，真因數和為77，虧度為926
- 不尋常數，大於平方根的質因數為59。
- 半素数。
- 无平方数因数的数。
- 十进制的等數位數。

1004
- 合数，正因數有1、2、4、251、502和1004。
質因數分解，{\displaystyle 2^{2}\times 251}。
- 亏数，真因數和為760，虧度為244
- 不尋常數，大於平方根的質因數為251。
- 十进制的奢侈數。

1005
- 合数，正因數有1、3、5、15、67、201、335和1005。
質因數分解，{\displaystyle 3\times 5\times 67}。
- 亏数，真因數和為627，虧度為378
- 不尋常數，大於平方根的質因數為67。
- 无平方数因数的数。
  - 楔形数。
- 十进制的等數位數。

1006
- 合数，正因數有1、2、503和1006。
質因數分解，{\displaystyle 2\times 503}。
- 亏数，真因數和為506，虧度為500
- 不尋常數，大於平方根的質因數為503。
- 半素数。
- 无平方数因数的数。
- 十进制的等數位數。

1007
- 合数，正因數有1、19、53和1007。
質因數分解，{\displaystyle 19\times 53}。
- 亏数，真因數和為73，虧度為934
- 不尋常數，大於平方根的質因數為53。
- 半素数。
- 无平方数因数的数。
- 十进制的等數位數。

1008
- 合数，正因數有1、2、3、4、6、7、8、9、12、14、16、18、21、24、28、36、42、48、56、63、72、84、112、126、144、168、252、336、504和1008。
質因數分解，{\displaystyle 2^{4}\times 3^{2}\times 7}。
- 过剩数，真因數和為2216，盈度為1208
- 十进制的奢侈數。

1009
- 第169個質數。

1010
- 合数，正因數有1、2、5、10、101、202、505和1010。
質因數分解，{\displaystyle 2\times 5\times 101}。
- 亏数，真因數和為826，虧度為184
- 不尋常數，大於平方根的質因數為101。
- 无平方数因数的数。
  - 楔形数。
- 十进制的奢侈數。

1011
- 合数，正因數有1、3、337和1011。
質因數分解，{\displaystyle 3\times 337}。
- 亏数，真因數和為341，虧度為670
- 不尋常數，大於平方根的質因數為337。
- 半素数。
- 无平方数因数的数。
- 十进制的等數位數。

1012
- 合数，正因數有1、2、4、11、22、23、44、46、92、253、506和1012。
質因數分解，{\displaystyle 2^{2}\times 11\times 23}。
- 亏数，真因數和為1004，虧度為8
- 十进制的奢侈數。

1013
- 第170個質數。

1014
- 合数，正因數有1、2、3、6、13、26、39、78、169、338、507和1014。
質因數分解，{\displaystyle 2\times 3\times 13^{2}}。
- 过剩数，真因數和為1182，盈度為168
  - 半完全数，和為本身的其中一組因數為169、 338、 507。
- 十进制的奢侈數。

1015
- 合数，正因數有1、5、7、29、35、145、203和1015。
質因數分解，{\displaystyle 5\times 7\times 29}。
- 亏数，真因數和為425，虧度為590
- 无平方数因数的数。
  - 楔形数。
- 十进制的等數位數。

1016
- 合数，正因數有1、2、4、8、127、254、508和1016。
質因數分解，{\displaystyle 2^{3}\times 127}。
- 亏数，真因數和為904，虧度為112
- 不尋常數，大於平方根的質因數為127。
- 十进制的奢侈數。

1017
- 合数，正因數有1、3、9、113、339和1017。
質因數分解，{\displaystyle 3^{2}\times 113}。
- 亏数，真因數和為465，虧度為552
- 不尋常數，大於平方根的質因數為113。
- 十进制的奢侈數。

1018
- 合数，正因數有1、2、509和1018。
質因數分解，{\displaystyle 2\times 509}。
- 亏数，真因數和為512，虧度為506
- 不尋常數，大於平方根的質因數為509。
- 半素数。
- 无平方数因数的数。
- 十进制的等數位數。

1019
- 第171個質數。
  - 孪生素数，為（1019、 1021）

1020
- 合数，正因數有1、2、3、4、5、6、10、12、15、17、20、30、34、51、60、68、85、102、170、204、255、340、510和1020。
質因數分解，{\displaystyle 2^{2}\times 3\times 5\times 17}。
- 过剩数，真因數和為2004，盈度為984
- 十进制的奢侈數。

1021
- 第172個質數。
  - 孪生素数，為（1019、 1021）

1022
- 合数，正因數有1、2、7、14、73、146、511和1022。
質因數分解，{\displaystyle 2\times 7\times 73}。
- 亏数，真因數和為754，虧度為268
- 不尋常數，大於平方根的質因數為73。
- 无平方数因数的数。
  - 楔形数。
- 十进制的等數位數。

1023
- 合数，正因數有1、3、11、31、33、93、341和1023。
質因數分解，{\displaystyle 3\times 11\times 31}。
- 亏数，真因數和為513，虧度為510
- 无平方数因数的数。
  - 楔形数。
- 十进制的奢侈數。

1024
- 合数，正因數有1、2、4、8、16、32、64、128、256、512和1024。
質因數分解，{\displaystyle 2^{10}}。
- 亏数，真因數和為1023，虧度為1
- 平方数，為32的平方。
- 十进制的節儉數。
- 2的冪

1025
- 合数，正因數有1、5、25、41、205和1025。
質因數分解，{\displaystyle 5^{2}\times 41}。
- 亏数，真因數和為277，虧度為748
- 不尋常數，大於平方根的質因數為41。
- 十进制的等數位數。

1026
- 合数，正因數有1、2、3、6、9、18、19、27、38、54、57、114、171、342、513和1026。
質因數分解，{\displaystyle 2\times 3^{3}\times 19}。
- 过剩数，真因數和為1374，盈度為348
- 十进制的奢侈數。

1027
- 合数，正因數有1、13、79和1027。
質因數分解，{\displaystyle 13\times 79}。
- 亏数，真因數和為93，虧度為934
- 不尋常數，大於平方根的質因數為79。
- 半素数。
- 无平方数因数的数。
- 十进制的等數位數。

1028
- 合数，正因數有1、2、4、257、514和1028。
質因數分解，{\displaystyle 2^{2}\times 257}。
- 亏数，真因數和為778，虧度為250
- 不尋常數，大於平方根的質因數為257。
- 十进制的奢侈數。

1029
- 合数，正因數有1、3、7、21、49、147、343和1029。
質因數分解，{\displaystyle 3\times 7^{3}}。
- 亏数，真因數和為571，虧度為458
- 十进制的節儉數。

1030
- 合数，正因數有1、2、5、10、103、206、515和1030。
質因數分解，{\displaystyle 2\times 5\times 103}。
- 亏数，真因數和為842，虧度為188
- 不尋常數，大於平方根的質因數為103。
- 无平方数因数的数。
  - 楔形数。
- 十进制的奢侈數。

1031
- 第173個質數。
  - 孪生素数，為（1031、 1033）

1032
- 合数，正因數有1、2、3、4、6、8、12、24、43、86、129、172、258、344、516和1032。
質因數分解，{\displaystyle 2^{3}\times 3\times 43}。
- 过剩数，真因數和為1608，盈度為576
- 不尋常數，大於平方根的質因數為43。
- 十进制的奢侈數。

1033
- 第174個質數。
  - 孪生素数，為（1031、 1033）

1034
- 合数，正因數有1、2、11、22、47、94、517和1034。
質因數分解，{\displaystyle 2\times 11\times 47}。
- 亏数，真因數和為694，虧度為340
- 不尋常數，大於平方根的質因數為47。
- 无平方数因数的数。
  - 楔形数。
- 十进制的奢侈數。

1035
- 合数，正因數有1、3、5、9、15、23、45、69、115、207、345和1035。
質因數分解，{\displaystyle 3^{2}\times 5\times 23}。
- 亏数，真因數和為837，虧度為198
- 十进制的奢侈數。

1036
- 合数，正因數有1、2、4、7、14、28、37、74、148、259、518和1036。
質因數分解，{\displaystyle 2^{2}\times 7\times 37}。
- 过剩数，真因數和為1092，盈度為56
  - 半完全数，和為本身的其中一組因數為2、 7、 28、 74、 148、 259、 518。
- 不尋常數，大於平方根的質因數為37。
- 佩服數，佩服因數為28。
- 十进制的奢侈數。

1037
- 合数，正因數有1、17、61和1037。
質因數分解，{\displaystyle 17\times 61}。
- 亏数，真因數和為79，虧度為958
- 不尋常數，大於平方根的質因數為61。
- 半素数。
- 无平方数因数的数。
- 十进制的等數位數。

1038
- 合数，正因數有1、2、3、6、173、346、519和1038。
質因數分解，{\displaystyle 2\times 3\times 173}。
- 过剩数，真因數和為1050，盈度為12
  - 半完全数，和為本身的其中一組因數為173、 346、 519。
- 不尋常數，大於平方根的質因數為173。
- 佩服數，佩服因數為6。
- 无平方数因数的数。
  - 楔形数。
- 十进制的奢侈數。

1039
- 第175個質數。

1040
- 合数，正因數有1、2、4、5、8、10、13、16、20、26、40、52、65、80、104、130、208、260、520和1040。
質因數分解，{\displaystyle 2^{4}\times 5\times 13}。
- 过剩数，真因數和為1564，盈度為524
- 十进制的奢侈數。

1041
- 合数，正因數有1、3、347和1041。
質因數分解，{\displaystyle 3\times 347}。
- 亏数，真因數和為351，虧度為690
- 不尋常數，大於平方根的質因數為347。
- 半素数。
- 无平方数因数的数。
- 十进制的等數位數。

1042
- 合数，正因數有1、2、521和1042。
質因數分解，{\displaystyle 2\times 521}。
- 亏数，真因數和為524，虧度為518
- 不尋常數，大於平方根的質因數為521。
- 半素数。
- 无平方数因数的数。
- 十进制的等數位數。

1043
- 合数，正因數有1、7、149和1043。
質因數分解，{\displaystyle 7\times 149}。
- 亏数，真因數和為157，虧度為886
- 不尋常數，大於平方根的質因數為149。
- 半素数。
- 无平方数因数的数。
- 十进制的等數位數。

1044
- 合数，正因數有1、2、3、4、6、9、12、18、29、36、58、87、116、174、261、348、522和1044。
質因數分解，{\displaystyle 2^{2}\times 3^{2}\times 29}。
- 过剩数，真因數和為1686，盈度為642
- 十进制的奢侈數。

1045
- 合数，正因數有1、5、11、19、55、95、209和1045。
質因數分解，{\displaystyle 5\times 11\times 19}。
- 亏数，真因數和為395，虧度為650
- 无平方数因数的数。
  - 楔形数。
- 十进制的奢侈數。

1046
- 合数，正因數有1、2、523和1046。
質因數分解，{\displaystyle 2\times 523}。
- 亏数，真因數和為526，虧度為520
- 不尋常數，大於平方根的質因數為523。
- 半素数。
- 无平方数因数的数。
- 十进制的等數位數。

1047
- 合数，正因數有1、3、349和1047。
質因數分解，{\displaystyle 3\times 349}。
- 亏数，真因數和為353，虧度為694
- 不尋常數，大於平方根的質因數為349。
- 半素数。
- 无平方数因数的数。
- 十进制的等數位數。

1048
- 合数，正因數有1、2、4、8、131、262、524和1048。
質因數分解，{\displaystyle 2^{3}\times 131}。
- 亏数，真因數和為932，虧度為116
- 不尋常數，大於平方根的質因數為131。
- 十进制的奢侈數。

1049
- 第176個質數。
  - 孪生素数，為（1049、 1051）

1050
- 合数，正因數有1、2、3、5、6、7、10、14、15、21、25、30、35、42、50、70、75、105、150、175、210、350、525和1050。
質因數分解，{\displaystyle 2\times 3\times 5^{2}\times 7}。
- 过剩数，真因數和為1926，盈度為876
- 十进制的奢侈數。

1051
- 第177個質數。
  - 孪生素数，為（1049、 1051）

1052
- 合数，正因數有1、2、4、263、526和1052。
質因數分解，{\displaystyle 2^{2}\times 263}。
- 亏数，真因數和為796，虧度為256
- 不尋常數，大於平方根的質因數為263。
- 十进制的奢侈數。

1053
- 合数，正因數有1、3、9、13、27、39、81、117、351和1053。
質因數分解，{\displaystyle 3^{4}\times 13}。
- 亏数，真因數和為641，虧度為412
- 十进制的等數位數。

1054
- 合数，正因數有1、2、17、31、34、62、527和1054。
質因數分解，{\displaystyle 2\times 17\times 31}。
- 亏数，真因數和為674，虧度為380
- 无平方数因数的数。
  - 楔形数。
- 十进制的奢侈數。

1055
- 合数，正因數有1、5、211和1055。
質因數分解，{\displaystyle 5\times 211}。
- 亏数，真因數和為217，虧度為838
- 不尋常數，大於平方根的質因數為211。
- 半素数。
- 无平方数因数的数。
- 十进制的等數位數。

1056
- 合数，正因數有1、2、3、4、6、8、11、12、16、22、24、32、33、44、48、66、88、96、132、176、264、352、528和1056。
質因數分解，{\displaystyle 2^{5}\times 3\times 11}。
- 过剩数，真因數和為1968，盈度為912
- 普洛尼克数，為32與33的乘積。
- 十进制的奢侈數。

1057
- 合数，正因數有1、7、151和1057。
質因數分解，{\displaystyle 7\times 151}。
- 亏数，真因數和為159，虧度為898
- 不尋常數，大於平方根的質因數為151。
- 半素数。
- 无平方数因数的数。
- 十进制的等數位數。

1058
- 合数，正因數有1、2、23、46、529和1058。
質因數分解，{\displaystyle 2\times 23^{2}}。
- 亏数，真因數和為601，虧度為457
- 十进制的等數位數。

1059
- 合数，正因數有1、3、353和1059。
質因數分解，{\displaystyle 3\times 353}。
- 亏数，真因數和為357，虧度為702
- 不尋常數，大於平方根的質因數為353。
- 半素数。
- 无平方数因数的数。
- 十进制的等數位數。

1060
- 合数，正因數有1、2、4、5、10、20、53、106、212、265、530和1060。
質因數分解，{\displaystyle 2^{2}\times 5\times 53}。
- 过剩数，真因數和為1208，盈度為148
  - 半完全数，和為本身的其中一組因數為53、 212、 265、 530。
- 不尋常數，大於平方根的質因數為53。
- 十进制的奢侈數。

1061
- 第178個質數。
  - 孪生素数，為（1061、 1063）

1062
- 合数，正因數有1、2、3、6、9、18、59、118、177、354、531和1062。
質因數分解，{\displaystyle 2\times 3^{2}\times 59}。
- 过剩数，真因數和為1278，盈度為216
  - 半完全数，和為本身的其中一組因數為59、 118、 354、 531。
- 不尋常數，大於平方根的質因數為59。
- 十进制的奢侈數。

1063
- 第179個質數。
  - 孪生素数，為（1061、 1063）

1064
- 合数，正因數有1、2、4、7、8、14、19、28、38、56、76、133、152、266、532和1064。
質因數分解，{\displaystyle 2^{3}\times 7\times 19}。
- 过剩数，真因數和為1336，盈度為272
- 十进制的奢侈數。

1065
- 合数，正因數有1、3、5、15、71、213、355和1065。
質因數分解，{\displaystyle 3\times 5\times 71}。
- 亏数，真因數和為663，虧度為402
- 不尋常數，大於平方根的質因數為71。
- 无平方数因数的数。
  - 楔形数。
- 十进制的等數位數。

1066
- 合数，正因數有1、2、13、26、41、82、533和1066。
質因數分解，{\displaystyle 2\times 13\times 41}。
- 亏数，真因數和為698，虧度為368
- 不尋常數，大於平方根的質因數為41。
- 无平方数因数的数。
  - 楔形数。
- 十进制的奢侈數。

1067
- 合数，正因數有1、11、97和1067。
質因數分解，{\displaystyle 11\times 97}。
- 亏数，真因數和為109，虧度為958
- 不尋常數，大於平方根的質因數為97。
- 半素数。
- 无平方数因数的数。
- 十进制的等數位數。

1068
- 合数，正因數有1、2、3、4、6、12、89、178、267、356、534和1068。
質因數分解，{\displaystyle 2^{2}\times 3\times 89}。
- 过剩数，真因數和為1452，盈度為384
  - 半完全数，和為本身的其中一組因數為89、 178、 267、 534。
- 不尋常數，大於平方根的質因數為89。
- 十进制的奢侈數。

1069
- 第180個質數。

1070
- 合数，正因數有1、2、5、10、107、214、535和1070。
質因數分解，{\displaystyle 2\times 5\times 107}。
- 亏数，真因數和為874，虧度為196
- 不尋常數，大於平方根的質因數為107。
- 无平方数因数的数。
  - 楔形数。
- 十进制的奢侈數。

1071
- 合数，正因數有1、3、7、9、17、21、51、63、119、153、357和1071。
質因數分解，{\displaystyle 3^{2}\times 7\times 17}。
- 亏数，真因數和為801，虧度為270
- 十进制的奢侈數。

1072
- 合数，正因數有1、2、4、8、16、67、134、268、536和1072。
質因數分解，{\displaystyle 2^{4}\times 67}。
- 亏数，真因數和為1036，虧度為36
- 不尋常數，大於平方根的質因數為67。
- 十进制的等數位數。

1073
- 合数，正因數有1、29、37和1073。
質因數分解，{\displaystyle 29\times 37}。
- 亏数，真因數和為67，虧度為1006
- 不尋常數，大於平方根的質因數為37。
- 半素数。
- 无平方数因数的数。
- 十进制的等數位數。

1074
- 合数，正因數有1、2、3、6、179、358、537和1074。
質因數分解，{\displaystyle 2\times 3\times 179}。
- 过剩数，真因數和為1086，盈度為12
  - 半完全数，和為本身的其中一組因數為179、 358、 537。
- 不尋常數，大於平方根的質因數為179。
- 佩服數，佩服因數為6。
- 无平方数因数的数。
  - 楔形数。
- 十进制的奢侈數。

1075
- 合数，正因數有1、5、25、43、215和1075。
質因數分解，{\displaystyle 5^{2}\times 43}。
- 亏数，真因數和為289，虧度為786
- 不尋常數，大於平方根的質因數為43。
- 十进制的等數位數。

1076
- 合数，正因數有1、2、4、269、538和1076。
質因數分解，{\displaystyle 2^{2}\times 269}。
- 亏数，真因數和為814，虧度為262
- 不尋常數，大於平方根的質因數為269。
- 十进制的奢侈數。

1077
- 合数，正因數有1、3、359和1077。
質因數分解，{\displaystyle 3\times 359}。
- 亏数，真因數和為363，虧度為714
- 不尋常數，大於平方根的質因數為359。
- 半素数。
- 无平方数因数的数。
- 十进制的等數位數。

1078
- 合数，正因數有1、2、7、11、14、22、49、77、98、154、539和1078。
質因數分解，{\displaystyle 2\times 7^{2}\times 11}。
- 亏数，真因數和為974，虧度為104
- 十进制的奢侈數。

1079
- 合数，正因數有1、13、83和1079。
質因數分解，{\displaystyle 13\times 83}。
- 亏数，真因數和為97，虧度為982
- 不尋常數，大於平方根的質因數為83。
- 半素数。
- 无平方数因数的数。
- 十进制的等數位數。

1080
- 合数，正因數有1、2、3、4、5、6、8、9、10、12、15、18、20、24、27、30、36、40、45、54、60、72、90、108、120、135、180、216、270、360、540和1080。
質因數分解，{\displaystyle 2^{3}\times 3^{3}\times 5}。
- 过剩数，真因數和為2520，盈度為1440
- 十进制的奢侈數。

1081
- 合数，正因數有1、23、47和1081。
質因數分解，{\displaystyle 23\times 47}。
- 亏数，真因數和為71，虧度為1010
- 不尋常數，大於平方根的質因數為47。
- 半素数。
- 无平方数因数的数。
- 十进制的等數位數。

1082
- 合数，正因數有1、2、541和1082。
質因數分解，{\displaystyle 2\times 541}。
- 亏数，真因數和為544，虧度為538
- 不尋常數，大於平方根的質因數為541。
- 半素数。
- 无平方数因数的数。
- 十进制的等數位數。

1083
- 合数，正因數有1、3、19、57、361和1083。
質因數分解，{\displaystyle 3\times 19^{2}}。
- 亏数，真因數和為441，虧度為642
- 十进制的等數位數。

1084
- 合数，正因數有1、2、4、271、542和1084。
質因數分解，{\displaystyle 2^{2}\times 271}。
- 亏数，真因數和為820，虧度為264
- 不尋常數，大於平方根的質因數為271。
- 十进制的奢侈數。

1085
- 合数，正因數有1、5、7、31、35、155、217和1085。
質因數分解，{\displaystyle 5\times 7\times 31}。
- 亏数，真因數和為451，虧度為634
- 无平方数因数的数。
  - 楔形数。
- 十进制的等數位數。

1086
- 合数，正因數有1、2、3、6、181、362、543和1086。
質因數分解，{\displaystyle 2\times 3\times 181}。
- 过剩数，真因數和為1098，盈度為12
  - 半完全数，和為本身的其中一組因數為181、 362、 543。
- 不尋常數，大於平方根的質因數為181。
- 佩服數，佩服因數為6。
- 无平方数因数的数。
  - 楔形数。
- 十进制的奢侈數。

1087
- 第181個質數。

1088
- 合数，正因數有1、2、4、8、16、17、32、34、64、68、136、272、544和1088。
質因數分解，{\displaystyle 2^{6}\times 17}。
- 过剩数，真因數和為1198，盈度為110
  - 半完全数，和為本身的其中一組因數為1、 2、 4、 16、 17、 32、 64、 136、 272、 544。
- 十进制的等數位數。

1089
- 合数，正因數有1、3、9、11、33、99、121、363和1089。
質因數分解，{\displaystyle 3^{2}\times 11^{2}}。
- 亏数，真因數和為640，虧度為449
- 平方数，為33的平方。
- 十进制的奢侈數。

1090
- 合数，正因數有1、2、5、10、109、218、545和1090。
質因數分解，{\displaystyle 2\times 5\times 109}。
- 亏数，真因數和為890，虧度為200
- 不尋常數，大於平方根的質因數為109。
- 无平方数因数的数。
  - 楔形数。
- 十进制的奢侈數。

1091
- 第182個質數。
  - 孪生素数，為（1091、 1093）

1092
- 合数，正因數有1、2、3、4、6、7、12、13、14、21、26、28、39、42、52、78、84、91、156、182、273、364、546和1092。
質因數分解，{\displaystyle 2^{2}\times 3\times 7\times 13}。
- 过剩数，真因數和為2044，盈度為952
- 十进制的奢侈數。

1093
- 第183個質數。
  - 孪生素数，為（1091、 1093）

1094
- 合数，正因數有1、2、547和1094。
質因數分解，{\displaystyle 2\times 547}。
- 亏数，真因數和為550，虧度為544
- 不尋常數，大於平方根的質因數為547。
- 半素数。
- 无平方数因数的数。
- 十进制的等數位數。

1095
- 合数，正因數有1、3、5、15、73、219、365和1095。
質因數分解，{\displaystyle 3\times 5\times 73}。
- 亏数，真因數和為681，虧度為414
- 不尋常數，大於平方根的質因數為73。
- 无平方数因数的数。
  - 楔形数。
- 十进制的等數位數。

1096
- 合数，正因數有1、2、4、8、137、274、548和1096。
質因數分解，{\displaystyle 2^{3}\times 137}。
- 亏数，真因數和為974，虧度為122
- 不尋常數，大於平方根的質因數為137。
- 十进制的奢侈數。

1097
- 第184個質數。

1098
- 合数，正因數有1、2、3、6、9、18、61、122、183、366、549和1098。
質因數分解，{\displaystyle 2\times 3^{2}\times 61}。
- 过剩数，真因數和為1320，盈度為222
  - 半完全数，和為本身的其中一組因數為61、 122、 366、 549。
- 不尋常數，大於平方根的質因數為61。
- 十进制的奢侈數。

1099
- 合数，正因數有1、7、157和1099。
質因數分解，{\displaystyle 7\times 157}。
- 亏数，真因數和為165，虧度為934
- 不尋常數，大於平方根的質因數為157。
- 半素数。
- 无平方数因数的数。
- 十进制的等數位數。

1100
- 合数，正因數有1、2、4、5、10、11、20、22、25、44、50、55、100、110、220、275、550和1100。
質因數分解，{\displaystyle 2^{2}\times 5^{2}\times 11}。
- 过剩数，真因數和為1504，盈度為404
- 十进制的奢侈數。

1101
- 合数，正因數有1、3、367和1101。
質因數分解，{\displaystyle 3\times 367}。
- 亏数，真因數和為371，虧度為730
- 不尋常數，大於平方根的質因數為367。
- 半素数。
- 无平方数因数的数。
- 十进制的等數位數。

1102
- 合数，正因數有1、2、19、29、38、58、551和1102。
質因數分解，{\displaystyle 2\times 19\times 29}。
- 亏数，真因數和為698，虧度為404
- 无平方数因数的数。
  - 楔形数。
- 十进制的奢侈數。

1103
- 第185個質數。

1104
- 合数，正因數有1、2、3、4、6、8、12、16、23、24、46、48、69、92、138、184、276、368、552和1104。
質因數分解，{\displaystyle 2^{4}\times 3\times 23}。
- 过剩数，真因數和為1872，盈度為768
- 十进制的奢侈數。

1105
- 合数，正因數有1、5、13、17、65、85、221和1105。
質因數分解，{\displaystyle 5\times 13\times 17}。
- 亏数，真因數和為407，虧度為698
- 无平方数因数的数。
  - 楔形数。
- 十进制的奢侈數。

1106
- 合数，正因數有1、2、7、14、79、158、553和1106。
質因數分解，{\displaystyle 2\times 7\times 79}。
- 亏数，真因數和為814，虧度為292
- 不尋常數，大於平方根的質因數為79。
- 无平方数因数的数。
  - 楔形数。
- 十进制的等數位數。

1107
- 合数，正因數有1、3、9、27、41、123、369和1107。
質因數分解，{\displaystyle 3^{3}\times 41}。
- 亏数，真因數和為573，虧度為534
- 不尋常數，大於平方根的質因數為41。
- 十进制的等數位數。

1108
- 合数，正因數有1、2、4、277、554和1108。
質因數分解，{\displaystyle 2^{2}\times 277}。
- 亏数，真因數和為838，虧度為270
- 不尋常數，大於平方根的質因數為277。
- 十进制的奢侈數。

1109
- 第186個質數。

1110
- 合数，正因數有1、2、3、5、6、10、15、30、37、74、111、185、222、370、555和1110。
質因數分解，{\displaystyle 2\times 3\times 5\times 37}。
- 过剩数，真因數和為1626，盈度為516
- 不尋常數，大於平方根的質因數為37。
- 无平方数因数的数。
- 十进制的奢侈數。

1111
- 合数，正因數有1、11、101和1111。
質因數分解，{\displaystyle 11\times 101}。
- 亏数，真因數和為113，虧度為998
- 不尋常數，大於平方根的質因數為101。
- 半素数。
- 无平方数因数的数。
- 十进制的奢侈數。
- 回文数
- 平方是另外一个回文数（1234321）

1112
- 合数，正因數有1、2、4、8、139、278、556和1112。
質因數分解，{\displaystyle 2^{3}\times 139}。
- 亏数，真因數和為988，虧度為124
- 不尋常數，大於平方根的質因數為139。
- 十进制的奢侈數。

1113
- 合数，正因數有1、3、7、21、53、159、371和1113。
質因數分解，{\displaystyle 3\times 7\times 53}。
- 亏数，真因數和為615，虧度為498
- 不尋常數，大於平方根的質因數為53。
- 无平方数因数的数。
  - 楔形数。
- 十进制的等數位數。

1114
- 合数，正因數有1、2、557和1114。
質因數分解，{\displaystyle 2\times 557}。
- 亏数，真因數和為560，虧度為554
- 不尋常數，大於平方根的質因數為557。
- 半素数。
- 无平方数因数的数。
- 十进制的等數位數。

1115
- 合数，正因數有1、5、223和1115。
質因數分解，{\displaystyle 5\times 223}。
- 亏数，真因數和為229，虧度為886
- 不尋常數，大於平方根的質因數為223。
- 半素数。
- 无平方数因数的数。
- 十进制的等數位數。

1116
- 合数，正因數有1、2、3、4、6、9、12、18、31、36、62、93、124、186、279、372、558和1116。
質因數分解，{\displaystyle 2^{2}\times 3^{2}\times 31}。
- 过剩数，真因數和為1796，盈度為680
- 十进制的奢侈數。

1117
- 第187個質數。

1118
- 合数，正因數有1、2、13、26、43、86、559和1118。
質因數分解，{\displaystyle 2\times 13\times 43}。
- 亏数，真因數和為730，虧度為388
- 不尋常數，大於平方根的質因數為43。
- 无平方数因数的数。
  - 楔形数。
- 十进制的奢侈數。

1119
- 合数，正因數有1、3、373和1119。
質因數分解，{\displaystyle 3\times 373}。
- 亏数，真因數和為377，虧度為742
- 不尋常數，大於平方根的質因數為373。
- 半素数。
- 无平方数因数的数。
- 十进制的等數位數。

1120
- 合数，正因數有1、2、4、5、7、8、10、14、16、20、28、32、35、40、56、70、80、112、140、160、224、280、560和1120。
質因數分解，{\displaystyle 2^{5}\times 5\times 7}。
- 过剩数，真因數和為1904，盈度為784
- 十进制的等數位數。

1121
- 合数，正因數有1、19、59和1121。
質因數分解，{\displaystyle 19\times 59}。
- 亏数，真因數和為79，虧度為1042
- 不尋常數，大於平方根的質因數為59。
- 半素数。
- 无平方数因数的数。
- 十进制的等數位數。

1122
- 合数，正因數有1、2、3、6、11、17、22、33、34、51、66、102、187、374、561和1122。
質因數分解，{\displaystyle 2\times 3\times 11\times 17}。
- 过剩数，真因數和為1470，盈度為348
- 无平方数因数的数。
- 普洛尼克数，為33與34的乘積。
- 十进制的奢侈數。

1123
- 第188個質數。

1124
- 合数，正因數有1、2、4、281、562和1124。
質因數分解，{\displaystyle 2^{2}\times 281}。
- 亏数，真因數和為850，虧度為274
- 不尋常數，大於平方根的質因數為281。
- 十进制的奢侈數。

1125
- 合数，正因數有1、3、5、9、15、25、45、75、125、225、375和1125。
質因數分解，{\displaystyle 3^{2}\times 5^{3}}。
- 亏数，真因數和為903，虧度為222
- 十进制的等數位數。

1126
- 合数，正因數有1、2、563和1126。
質因數分解，{\displaystyle 2\times 563}。
- 亏数，真因數和為566，虧度為560
- 不尋常數，大於平方根的質因數為563。
- 半素数。
- 无平方数因数的数。
- 十进制的等數位數。

1127
- 合数，正因數有1、7、23、49、161和1127。
質因數分解，{\displaystyle 7^{2}\times 23}。
- 亏数，真因數和為241，虧度為886
- 十进制的等數位數。

1128
- 合数，正因數有1、2、3、4、6、8、12、24、47、94、141、188、282、376、564和1128。
質因數分解，{\displaystyle 2^{3}\times 3\times 47}。
- 过剩数，真因數和為1752，盈度為624
- 不尋常數，大於平方根的質因數為47。
- 十进制的奢侈數。

1129
- 第189個質數。

1130
- 合数，正因數有1、2、5、10、113、226、565和1130。
質因數分解，{\displaystyle 2\times 5\times 113}。
- 亏数，真因數和為922，虧度為208
- 不尋常數，大於平方根的質因數為113。
- 无平方数因数的数。
  - 楔形数。
- 十进制的奢侈數。

1131
- 合数，正因數有1、3、13、29、39、87、377和1131。
質因數分解，{\displaystyle 3\times 13\times 29}。
- 亏数，真因數和為549，虧度為582
- 无平方数因数的数。
  - 楔形数。
- 十进制的奢侈數。

1132
- 合数，正因數有1、2、4、283、566和1132。
質因數分解，{\displaystyle 2^{2}\times 283}。
- 亏数，真因數和為856，虧度為276
- 不尋常數，大於平方根的質因數為283。
- 十进制的奢侈數。

1133
- 合数，正因數有1、11、103和1133。
質因數分解，{\displaystyle 11\times 103}。
- 亏数，真因數和為115，虧度為1018
- 不尋常數，大於平方根的質因數為103。
- 半素数。
- 无平方数因数的数。
- 十进制的奢侈數。

1134
- 合数，正因數有1、2、3、6、7、9、14、18、21、27、42、54、63、81、126、162、189、378、567和1134。
質因數分解，{\displaystyle 2\times 3^{4}\times 7}。
- 过剩数，真因數和為1770，盈度為636
- 十进制的等數位數。

1135
- 合数，正因數有1、5、227和1135。
質因數分解，{\displaystyle 5\times 227}。
- 亏数，真因數和為233，虧度為902
- 不尋常數，大於平方根的質因數為227。
- 半素数。
- 无平方数因数的数。
- 十进制的等數位數。

1137
- 合数，正因數有1、3、379和1137。
質因數分解，{\displaystyle 3\times 379}。
- 亏数，真因數和為383，虧度為754
- 不尋常數，大於平方根的質因數為379。
- 半素数。
- 无平方数因数的数。
- 十进制的等數位數。

1138
- 合数，正因數有1、2、569和1138。
質因數分解，{\displaystyle 2\times 569}。
- 亏数，真因數和為572，虧度為566
- 不尋常數，大於平方根的質因數為569。
- 半素数。
- 无平方数因数的数。
- 十进制的等數位數。

1139
- 合数，正因數有1、17、67和1139。
質因數分解，{\displaystyle 17\times 67}。
- 亏数，真因數和為85，虧度為1054
- 不尋常數，大於平方根的質因數為67。
- 半素数。
- 无平方数因数的数。
- 十进制的等數位數。

1140
- 合数，正因數有1、2、3、4、5、6、10、12、15、19、20、30、38、57、60、76、95、114、190、228、285、380、570和1140。
質因數分解，{\displaystyle 2^{2}\times 3\times 5\times 19}。
- 过剩数，真因數和為2220，盈度為1080
- 十进制的奢侈數。

1141
- 合数，正因數有1、7、163和1141。
質因數分解，{\displaystyle 7\times 163}。
- 亏数，真因數和為171，虧度為970
- 不尋常數，大於平方根的質因數為163。
- 半素数。
- 无平方数因数的数。
- 十进制的等數位數。

1142
- 合数，正因數有1、2、571和1142。
質因數分解，{\displaystyle 2\times 571}。
- 亏数，真因數和為574，虧度為568
- 不尋常數，大於平方根的質因數為571。
- 半素数。
- 无平方数因数的数。
- 十进制的等數位數。

1143
- 合数，正因數有1、3、9、127、381和1143。
質因數分解，{\displaystyle 3^{2}\times 127}。
- 亏数，真因數和為521，虧度為622
- 不尋常數，大於平方根的質因數為127。
- 十进制的奢侈數。

1144
- 合数，正因數有1、2、4、8、11、13、22、26、44、52、88、104、143、286、572和1144。
質因數分解，{\displaystyle 2^{3}\times 11\times 13}。
- 过剩数，真因數和為1376，盈度為232
- 十进制的奢侈數。

1145
- 合数，正因數有1、5、229和1145。
質因數分解，{\displaystyle 5\times 229}。
- 亏数，真因數和為235，虧度為910
- 不尋常數，大於平方根的質因數為229。
- 半素数。
- 无平方数因数的数。
- 十进制的等數位數。

1146
- 合数，正因數有1、2、3、6、191、382、573和1146。
質因數分解，{\displaystyle 2\times 3\times 191}。
- 过剩数，真因數和為1158，盈度為12
  - 半完全数，和為本身的其中一組因數為191、 382、 573。
- 不尋常數，大於平方根的質因數為191。
- 佩服數，佩服因數為6。
- 无平方数因数的数。
  - 楔形数。
- 十进制的奢侈數。

1147
- 合数，正因數有1、31、37和1147。
質因數分解，{\displaystyle 31\times 37}。
- 亏数，真因數和為69，虧度為1078
- 不尋常數，大於平方根的質因數為37。
- 半素数。
- 无平方数因数的数。
- 十进制的等數位數。

1148
- 合数，正因數有1、2、4、7、14、28、41、82、164、287、574和1148。
質因數分解，{\displaystyle 2^{2}\times 7\times 41}。
- 过剩数，真因數和為1204，盈度為56
  - 半完全数，和為本身的其中一組因數為2、 4、 7、 28、 82、 164、 287、 574。
- 不尋常數，大於平方根的質因數為41。
- 佩服數，佩服因數為28。
- 十进制的奢侈數。

1149
- 合数，正因數有1、3、383和1149。
質因數分解，{\displaystyle 3\times 383}。
- 亏数，真因數和為387，虧度為762
- 不尋常數，大於平方根的質因數為383。
- 半素数。
- 无平方数因数的数。
- 十进制的等數位數。

1151
- 第190個質數。
  - 孪生素数，為（1151、 1153）

1152
- 合数，正因數有1、2、3、4、6、8、9、12、16、18、24、32、36、48、64、72、96、128、144、192、288、384、576和1152。
質因數分解，{\displaystyle 2^{7}\times 3^{2}}。
- 过剩数，真因數和為2163，盈度為1011
- 十进制的等數位數。

1153
- 第191個質數。
  - 孪生素数，為（1151、 1153）

1156
- 合数，正因數有1、2、4、17、34、68、289、578和1156。
質因數分解，{\displaystyle 2^{2}\times 17^{2}}。
- 亏数，真因數和為993，虧度為163
- 平方数，為34的平方。
- 十进制的奢侈數。

1159
- 合数，正因數有1、19、61和1159。
質因數分解，{\displaystyle 19\times 61}。
- 亏数，真因數和為81，虧度為1078
- 不尋常數，大於平方根的質因數為61。
- 半素数。
- 无平方数因数的数。
- 十进制的等數位數。

1161
- 合数，正因數有1、3、9、27、43、129、387和1161。
質因數分解，{\displaystyle 3^{3}\times 43}。
- 亏数，真因數和為599，虧度為562
- 不尋常數，大於平方根的質因數為43。
- 十进制的等數位數。

1162
- 合数，正因數有1、2、7、14、83、166、581和1162。
質因數分解，{\displaystyle 2\times 7\times 83}。
- 亏数，真因數和為854，虧度為308
- 不尋常數，大於平方根的質因數為83。
- 无平方数因数的数。
  - 楔形数。
- 十进制的等數位數。

1169
- 合数，正因數有1、7、167和1169。
質因數分解，{\displaystyle 7\times 167}。
- 亏数，真因數和為175，虧度為994
- 不尋常數，大於平方根的質因數為167。
- 半素数。
- 无平方数因数的数。
- 十进制的等數位數。

1170
- 合数，正因數有1、2、3、5、6、9、10、13、15、18、26、30、39、45、65、78、90、117、130、195、234、390、585和1170。
質因數分解，{\displaystyle 2\times 3^{2}\times 5\times 13}。
- 过剩数，真因數和為2106，盈度為936
- 十进制的奢侈數。

1171
- 第193個質數。

1176
- 合数，正因數有1、2、3、4、6、7、8、12、14、21、24、28、42、49、56、84、98、147、168、196、294、392、588和1176。
質因數分解，{\displaystyle 2^{3}\times 3\times 7^{2}}。
- 过剩数，真因數和為2244，盈度為1068
- 十进制的奢侈數。

1177
- 合数，正因數有1、11、107和1177。
質因數分解，{\displaystyle 11\times 107}。
- 亏数，真因數和為119，虧度為1058
- 不尋常數，大於平方根的質因數為107。
- 半素数。
- 无平方数因数的数。
- 十进制的奢侈數。

1184
- 合数，正因數有1、2、4、8、16、32、37、74、148、296、592和1184。
質因數分解，{\displaystyle 2^{5}\times 37}。
- 过剩数，真因數和為1210，盈度為26
  - 半完全数，和為本身的其中一組因數為1、 4、 32、 37、 74、 148、 296、 592。
- 不尋常數，大於平方根的質因數為37。
- 十进制的等數位數。

1187
- 第195個質數。

1190
- 合数，正因數有1、2、5、7、10、14、17、34、35、70、85、119、170、238、595和1190。
質因數分解，{\displaystyle 2\times 5\times 7\times 17}。
- 过剩数，真因數和為1402，盈度為212
- 无平方数因数的数。
- 普洛尼克数，為34與35的乘積。
- 十进制的奢侈數。

1192
- 合数，正因數有1、2、4、8、149、298、596和1192。
質因數分解，{\displaystyle 2^{3}\times 149}。
- 亏数，真因數和為1058，虧度為134
- 不尋常數，大於平方根的質因數為149。
- 十进制的奢侈數。

1198
- 合数，正因數有1、2、599和1198。
質因數分解，{\displaystyle 2\times 599}。
- 亏数，真因數和為602，虧度為596
- 不尋常數，大於平方根的質因數為599。
- 半素数。
- 无平方数因数的数。
- 十进制的等數位數。

1200
- 合数，正因數有1、2、3、4、5、6、8、10、12、15、16、20、24、25、30、40、48、50、60、75、80、100、120、150、200、240、300、400、600和1200。
質因數分解，{\displaystyle 2^{4}\times 3\times 5^{2}}。
- 过剩数，真因數和為2644，盈度為1444
- 十进制的奢侈數。

1201
- 第197個質數。

1210
- 合数，正因數有1、2、5、10、11、22、55、110、121、242、605和1210。
質因數分解，{\displaystyle 2\times 5\times 11^{2}}。
- 亏数，真因數和為1184，虧度為26
- 十进制的奢侈數。

1213
- 第198個質數。

1216
- 合数，正因數有1、2、4、8、16、19、32、38、64、76、152、304、608和1216。
質因數分解，{\displaystyle 2^{6}\times 19}。
- 过剩数，真因數和為1324，盈度為108
  - 半完全数，和為本身的其中一組因數為1、 2、 4、 8、 16、 19、 38、 64、 152、 304、 608。
- 十进制的等數位數。

1217
- 第199個質數。

1219
- 合数，正因數有1、23、53和1219。
質因數分解，{\displaystyle 23\times 53}。
- 亏数，真因數和為77，虧度為1142
- 不尋常數，大於平方根的質因數為53。
- 半素数。
- 无平方数因数的数。
- 十进制的等數位數。

1220
- 合数，正因數有1、2、4、5、10、20、61、122、244、305、610和1220。
質因數分解，{\displaystyle 2^{2}\times 5\times 61}。
- 过剩数，真因數和為1384，盈度為164
  - 半完全数，和為本身的其中一組因數為61、 244、 305、 610。
- 不尋常數，大於平方根的質因數為61。
- 十进制的奢侈數。

1223
- 第200個質數。

1225
- 合数，正因數有1、5、7、25、35、49、175、245和1225。
質因數分解，{\displaystyle 5^{2}\times 7^{2}}。
- 亏数，真因數和為542，虧度為683
- 平方数，為35的平方。
- 十进制的等數位數。

1228
- 合数，正因數有1、2、4、307、614和1228。
質因數分解，{\displaystyle 2^{2}\times 307}。
- 亏数，真因數和為928，虧度為300
- 不尋常數，大於平方根的質因數為307。
- 十进制的奢侈數。

1229
- 第201個質數。
  - 孪生素数，為（1229、 1231）

1233
- 合数，正因數有1、3、9、137、411和1233。
質因數分解，{\displaystyle 3^{2}\times 137}。
- 亏数，真因數和為561，虧度為672
- 不尋常數，大於平方根的質因數為137。
- 十进制的奢侈數。

1237
- 第203個質數。

1240
- 合数，正因數有1、2、4、5、8、10、20、31、40、62、124、155、248、310、620和1240。
質因數分解，{\displaystyle 2^{3}\times 5\times 31}。
- 过剩数，真因數和為1640，盈度為400
- 十进制的奢侈數。

1241
- 合数，正因數有1、17、73和1241。
質因數分解，{\displaystyle 17\times 73}。
- 亏数，真因數和為91，虧度為1150
- 不尋常數，大於平方根的質因數為73。
- 半素数。
- 无平方数因数的数。
- 十进制的等數位數。

1242
- 合数，正因數有1、2、3、6、9、18、23、27、46、54、69、138、207、414、621和1242。
質因數分解，{\displaystyle 2\times 3^{3}\times 23}。
- 过剩数，真因數和為1638，盈度為396
- 十进制的奢侈數。

1247
- 合数，正因數有1、29、43和1247。
質因數分解，{\displaystyle 29\times 43}。
- 亏数，真因數和為73，虧度為1174
- 不尋常數，大於平方根的質因數為43。
- 半素数。
- 无平方数因数的数。
- 十进制的等數位數。

1249
- 第204個質數。

1255
- 合数，正因數有1、5、251和1255。
質因數分解，{\displaystyle 5\times 251}。
- 亏数，真因數和為257，虧度為998
- 不尋常數，大於平方根的質因數為251。
- 半素数。
- 无平方数因数的数。
- 十进制的等數位數。

1256
- 合数，正因數有1、2、4、8、157、314、628和1256。
質因數分解，{\displaystyle 2^{3}\times 157}。
- 亏数，真因數和為1114，虧度為142
- 不尋常數，大於平方根的質因數為157。
- 十进制的奢侈數。

1258
- 合数，正因數有1、2、17、34、37、74、629和1258。
質因數分解，{\displaystyle 2\times 17\times 37}。
- 亏数，真因數和為794，虧度為464
- 不尋常數，大於平方根的質因數為37。
- 无平方数因数的数。
  - 楔形数。
- 十进制的奢侈數。

1259
- 第205個質數。

1260
- 合数，正因數有1、2、3、4、5、6、7、9、10、12、14、15、18、20、21、28、30、35、36、42、45、60、63、70、84、90、105、126、140、180、210、252、315、420、630和1260。
質因數分解，{\displaystyle 2^{2}\times 3^{2}\times 5\times 7}。
- 过剩数，真因數和為3108，盈度為1848
- 普洛尼克数，為35與36的乘積。
- 十进制的奢侈數。

1261
- 合数，正因數有1、13、97和1261。
質因數分解，{\displaystyle 13\times 97}。
- 亏数，真因數和為111，虧度為1150
- 不尋常數，大於平方根的質因數為97。
- 半素数。
- 无平方数因数的数。
- 十进制的等數位數。

1264
- 合数，正因數有1、2、4、8、16、79、158、316、632和1264。
質因數分解，{\displaystyle 2^{4}\times 79}。
- 亏数，真因數和為1216，虧度為48
- 不尋常數，大於平方根的質因數為79。
- 十进制的等數位數。

1266
- 合数，正因數有1、2、3、6、211、422、633和1266。
質因數分解，{\displaystyle 2\times 3\times 211}。
- 过剩数，真因數和為1278，盈度為12
  - 半完全数，和為本身的其中一組因數為211、 422、 633。
- 不尋常數，大於平方根的質因數為211。
- 佩服數，佩服因數為6。
- 无平方数因数的数。
  - 楔形数。
- 十进制的奢侈數。

1270
- 合数，正因數有1、2、5、10、127、254、635和1270。
質因數分解，{\displaystyle 2\times 5\times 127}。
- 亏数，真因數和為1034，虧度為236
- 不尋常數，大於平方根的質因數為127。
- 无平方数因数的数。
  - 楔形数。
- 十进制的奢侈數。

1275
- 合数，正因數有1、3、5、15、17、25、51、75、85、255、425和1275。
質因數分解，{\displaystyle 3\times 5^{2}\times 17}。
- 亏数，真因數和為957，虧度為318
- 十进制的奢侈數。

1279
- 第207個質數。
  - 孪生素数，為（1277、 1279）

1280
- 合数，正因數有1、2、4、5、8、10、16、20、32、40、64、80、128、160、256、320、640和1280。
質因數分解，{\displaystyle 2^{8}\times 5}。
- 过剩数，真因數和為1786，盈度為506
- 十进制的節儉數。

1282
- 合数，正因數有1、2、641和1282。
質因數分解，{\displaystyle 2\times 641}。
- 亏数，真因數和為644，虧度為638
- 不尋常數，大於平方根的質因數為641。
- 半素数。
- 无平方数因数的数。
- 十进制的等數位數。

1283
- 第208個質數。

1285
- 合数，正因數有1、5、257和1285。
質因數分解，{\displaystyle 5\times 257}。
- 亏数，真因數和為263，虧度為1022
- 不尋常數，大於平方根的質因數為257。
- 半素数。
- 无平方数因数的数。
- 十进制的等數位數。

1288
- 合数，正因數有1、2、4、7、8、14、23、28、46、56、92、161、184、322、644和1288。
質因數分解，{\displaystyle 2^{3}\times 7\times 23}。
- 过剩数，真因數和為1592，盈度為304
- 十进制的奢侈數。

1289
- 第209個質數。
  - 孪生素数，為（1289、 1291）

1291
- 第210個質數。
  - 孪生素数，為（1289、 1291）

1292
- 合数，正因數有1、2、4、17、19、34、38、68、76、323、646和1292。
質因數分解，{\displaystyle 2^{2}\times 17\times 19}。
- 亏数，真因數和為1228，虧度為64
- 十进制的奢侈數。

1296
- 合数，正因數有1、2、3、4、6、8、9、12、16、18、24、27、36、48、54、72、81、108、144、162、216、324、432、648和1296。
質因數分解，{\displaystyle 2^{4}\times 3^{4}}。
- 过剩数，真因數和為2455，盈度為1159
- 平方数，為36的平方。
- 十进制的等數位數。

1297
- 第211個質數。

1299
- 合数，正因數有1、3、433和1299。
質因數分解，{\displaystyle 3\times 433}。
- 亏数，真因數和為437，虧度為862
- 不尋常數，大於平方根的質因數為433。
- 半素数。
- 无平方数因数的数。
- 十进制的等數位數。

1300
- 合数，正因數有1、2、4、5、10、13、20、25、26、50、52、65、100、130、260、325、650和1300。
質因數分解，{\displaystyle 2^{2}\times 5^{2}\times 13}。
- 过剩数，真因數和為1738，盈度為438
- 十进制的奢侈數。

1301
- 第212個質數。
  - 孪生素数，為（1301、 1303）

1302
- 合数，正因數有1、2、3、6、7、14、21、31、42、62、93、186、217、434、651和1302。
質因數分解，{\displaystyle 2\times 3\times 7\times 31}。
- 过剩数，真因數和為1770，盈度為468
- 无平方数因数的数。
- 十进制的奢侈數。

1306
- 合数，正因數有1、2、653和1306。
質因數分解，{\displaystyle 2\times 653}。
- 亏数，真因數和為656，虧度為650
- 不尋常數，大於平方根的質因數為653。
- 半素数。
- 无平方数因数的数。
- 十进制的等數位數。

1307
- 第214個質數。

1308
- 合数，正因數有1、2、3、4、6、12、109、218、327、436、654和1308。
質因數分解，{\displaystyle 2^{2}\times 3\times 109}。
- 过剩数，真因數和為1772，盈度為464
  - 半完全数，和為本身的其中一組因數為109、 218、 327、 654。
- 不尋常數，大於平方根的質因數為109。
- 十进制的奢侈數。

1309
- 合数，正因數有1、7、11、17、77、119、187和1309。
質因數分解，{\displaystyle 7\times 11\times 17}。
- 亏数，真因數和為419，虧度為890
- 无平方数因数的数。
  - 楔形数。
- 十进制的奢侈數。

1312
- 合数，正因數有1、2、4、8、16、32、41、82、164、328、656和1312。
質因數分解，{\displaystyle 2^{5}\times 41}。
- 过剩数，真因數和為1334，盈度為22
  - 半完全数，和為本身的其中一組因數為1、 8、 32、 41、 82、 164、 328、 656。
- 不尋常數，大於平方根的質因數為41。
- 十进制的等數位數。

1314
- 合数，正因數有1、2、3、6、9、18、73、146、219、438、657和1314。
質因數分解，{\displaystyle 2\times 3^{2}\times 73}。
- 过剩数，真因數和為1572，盈度為258
  - 半完全数，和為本身的其中一組因數為73、 146、 438、 657。
- 不尋常數，大於平方根的質因數為73。
- 十进制的奢侈數。

1318
- 合数，正因數有1、2、659和1318。
質因數分解，{\displaystyle 2\times 659}。
- 亏数，真因數和為662，虧度為656
- 不尋常數，大於平方根的質因數為659。
- 半素数。
- 无平方数因数的数。
- 十进制的等數位數。

1319
- 第215個質數。
  - 孪生素数，為（1319、 1321）

1325
- 合数，正因數有1、5、25、53、265和1325。
質因數分解，{\displaystyle 5^{2}\times 53}。
- 亏数，真因數和為349，虧度為976
- 不尋常數，大於平方根的質因數為53。
- 十进制的等數位數。

1326
- 合数，正因數有1、2、3、6、13、17、26、34、39、51、78、102、221、442、663和1326。
質因數分解，{\displaystyle 2\times 3\times 13\times 17}。
- 过剩数，真因數和為1698，盈度為372
- 无平方数因数的数。
- 十进制的奢侈數。

1327
- 第217個質數。

1328
- 合数，正因數有1、2、4、8、16、83、166、332、664和1328。
質因數分解，{\displaystyle 2^{4}\times 83}。
- 亏数，真因數和為1276，虧度為52
- 不尋常數，大於平方根的質因數為83。
- 十进制的等數位數。

1329
- 合数，正因數有1、3、443和1329。
質因數分解，{\displaystyle 3\times 443}。
- 亏数，真因數和為447，虧度為882
- 不尋常數，大於平方根的質因數為443。
- 半素数。
- 无平方数因数的数。
- 十进制的等數位數。

1330
- 合数，正因數有1、2、5、7、10、14、19、35、38、70、95、133、190、266、665和1330。
質因數分解，{\displaystyle 2\times 5\times 7\times 19}。
- 过剩数，真因數和為1550，盈度為220
- 无平方数因数的数。
- 十进制的奢侈數。

1331
- 合数，正因數有1、11、121和1331。
質因數分解，{\displaystyle 11^{3}}。
- 亏数，真因數和為133，虧度為1198
- 十进制的節儉數。

1332
- 合数，正因數有1、2、3、4、6、9、12、18、36、37、74、111、148、222、333、444、666和1332。
質因數分解，{\displaystyle 2^{2}\times 3^{2}\times 37}。
- 过剩数，真因數和為2126，盈度為794
- 不尋常數，大於平方根的質因數為37。
- 普洛尼克数，為36與37的乘積。
- 十进制的奢侈數。

1335
- 合数，正因數有1、3、5、15、89、267、445和1335。
質因數分解，{\displaystyle 3\times 5\times 89}。
- 亏数，真因數和為825，虧度為510
- 不尋常數，大於平方根的質因數為89。
- 无平方数因数的数。
  - 楔形数。
- 十进制的等數位數。

1336
- 合数，正因數有1、2、4、8、167、334、668和1336。
質因數分解，{\displaystyle 2^{3}\times 167}。
- 亏数，真因數和為1184，虧度為152
- 不尋常數，大於平方根的質因數為167。
- 十进制的奢侈數。

1337
- 合数，正因數有1、7、191和1337。
質因數分解，{\displaystyle 7\times 191}。
- 亏数，真因數和為199，虧度為1138
- 不尋常數，大於平方根的質因數為191。
- 半素数。
- 无平方数因数的数。
- 十进制的等數位數。

1338
- 合数，正因數有1、2、3、6、223、446、669和1338。
質因數分解，{\displaystyle 2\times 3\times 223}。
- 过剩数，真因數和為1350，盈度為12
  - 半完全数，和為本身的其中一組因數為223、 446、 669。
- 不尋常數，大於平方根的質因數為223。
- 佩服數，佩服因數為6。
- 无平方数因数的数。
  - 楔形数。
- 十进制的奢侈數。

1342
- 合数，正因數有1、2、11、22、61、122、671和1342。
質因數分解，{\displaystyle 2\times 11\times 61}。
- 亏数，真因數和為890，虧度為452
- 不尋常數，大於平方根的質因數為61。
- 无平方数因数的数。
  - 楔形数。
- 十进制的奢侈數。

1350
- 合数，正因數有1、2、3、5、6、9、10、15、18、25、27、30、45、50、54、75、90、135、150、225、270、450、675和1350。
質因數分解，{\displaystyle 2\times 3^{3}\times 5^{2}}。
- 过剩数，真因數和為2370，盈度為1020
- 十进制的奢侈數。

1361
- 第218個質數。

1365
- 合数，正因數有1、3、5、7、13、15、21、35、39、65、91、105、195、273、455和1365。
質因數分解，{\displaystyle 3\times 5\times 7\times 13}。
- 亏数，真因數和為1323，虧度為42
- 无平方数因数的数。
- 十进制的奢侈數。

1367
- 第219個質數。

1369
- 合数，正因數有1、37和1369。
質因數分解，{\displaystyle 37^{2}}。
- 亏数，真因數和為38，虧度為1331
- 半素数。
- 平方数，為37的平方。
- 十进制的節儉數。

1371
- 合数，正因數有1、3、457和1371。
質因數分解，{\displaystyle 3\times 457}。
- 亏数，真因數和為461，虧度為910
- 不尋常數，大於平方根的質因數為457。
- 半素数。
- 无平方数因数的数。
- 十进制的等數位數。

1378
- 合数，正因數有1、2、13、26、53、106、689和1378。
質因數分解，{\displaystyle 2\times 13\times 53}。
- 亏数，真因數和為890，虧度為488
- 不尋常數，大於平方根的質因數為53。
- 无平方数因数的数。
  - 楔形数。
- 十进制的奢侈數。

1379
- 合数，正因數有1、7、197和1379。
質因數分解，{\displaystyle 7\times 197}。
- 亏数，真因數和為205，虧度為1174
- 不尋常數，大於平方根的質因數為197。
- 半素数。
- 无平方数因数的数。
- 十进制的等數位數。

1381
- 第221個質數。

1387
- 合数，正因數有1、19、73和1387。
質因數分解，{\displaystyle 19\times 73}。
- 亏数，真因數和為93，虧度為1294
- 不尋常數，大於平方根的質因數為73。
- 半素数。
- 无平方数因数的数。
- 十进制的等數位數。

1394
- 合数，正因數有1、2、17、34、41、82、697和1394。
質因數分解，{\displaystyle 2\times 17\times 41}。
- 亏数，真因數和為874，虧度為520
- 不尋常數，大於平方根的質因數為41。
- 无平方数因数的数。
  - 楔形数。
- 十进制的奢侈數。

1395
- 合数，正因數有1、3、5、9、15、31、45、93、155、279、465和1395。
質因數分解，{\displaystyle 3^{2}\times 5\times 31}。
- 亏数，真因數和為1101，虧度為294
- 十进制的奢侈數。

1404
- 合数，正因數有1、2、3、4、6、9、12、13、18、26、27、36、39、52、54、78、108、117、156、234、351、468、702和1404。
質因數分解，{\displaystyle 2^{2}\times 3^{3}\times 13}。
- 过剩数，真因數和為2516，盈度為1112
- 十进制的奢侈數。

1405
- 合数，正因數有1、5、281和1405。
質因數分解，{\displaystyle 5\times 281}。
- 亏数，真因數和為287，虧度為1118
- 不尋常數，大於平方根的質因數為281。
- 半素数。
- 无平方数因数的数。
- 十进制的等數位數。

1406
- 合数，正因數有1、2、19、37、38、74、703和1406。
質因數分解，{\displaystyle 2\times 19\times 37}。
- 亏数，真因數和為874，虧度為532
- 无平方数因数的数。
  - 楔形数。
- 普洛尼克数，為37與38的乘積。
- 十进制的奢侈數。

1409
- 第223個質數。

1419
- 合数，正因數有1、3、11、33、43、129、473和1419。
質因數分解，{\displaystyle 3\times 11\times 43}。
- 亏数，真因數和為693，虧度為726
- 不尋常數，大於平方根的質因數為43。
- 无平方数因数的数。
  - 楔形数。
- 十进制的奢侈數。

1425
- 合数，正因數有1、3、5、15、19、25、57、75、95、285、475和1425。
質因數分解，{\displaystyle 3\times 5^{2}\times 19}。
- 亏数，真因數和為1055，虧度為370
- 十进制的奢侈數。

1426
- 合数，正因數有1、2、23、31、46、62、713和1426。
質因數分解，{\displaystyle 2\times 23\times 31}。
- 亏数，真因數和為878，虧度為548
- 无平方数因数的数。
  - 楔形数。
- 十进制的奢侈數。

1430
- 合数，正因數有1、2、5、10、11、13、22、26、55、65、110、130、143、286、715和1430。
質因數分解，{\displaystyle 2\times 5\times 11\times 13}。
- 过剩数，真因數和為1594，盈度為164
- 无平方数因数的数。
- 十进制的奢侈數。

1431
- 合数，正因數有1、3、9、27、53、159、477和1431。
質因數分解，{\displaystyle 3^{3}\times 53}。
- 亏数，真因數和為729，虧度為702
- 不尋常數，大於平方根的質因數為53。
- 十进制的等數位數。

1432
- 合数，正因數有1、2、4、8、179、358、716和1432。
質因數分解，{\displaystyle 2^{3}\times 179}。
- 亏数，真因數和為1268，虧度為164
- 不尋常數，大於平方根的質因數為179。
- 十进制的奢侈數。

1433
- 第227個質數。

1435
- 合数，正因數有1、5、7、35、41、205、287和1435。
質因數分解，{\displaystyle 5\times 7\times 41}。
- 亏数，真因數和為581，虧度為854
- 不尋常數，大於平方根的質因數為41。
- 无平方数因数的数。
  - 楔形数。
- 十进制的等數位數。

1439
- 第228個質數。

1440
- 合数，正因數有1、2、3、4、5、6、8、9、10、12、15、16、18、20、24、30、32、36、40、45、48、60、72、80、90、96、120、144、160、180、240、288、360、480、720和1440。
質因數分解，{\displaystyle 2^{5}\times 3^{2}\times 5}。
- 过剩数，真因數和為3474，盈度為2034
- 十进制的奢侈數。

1441
- 合数，正因數有1、11、131和1441。
質因數分解，{\displaystyle 11\times 131}。
- 亏数，真因數和為143，虧度為1298
- 不尋常數，大於平方根的質因數為131。
- 半素数。
- 无平方数因数的数。
- 十进制的奢侈數。

1444
- 合数，正因數有1、2、4、19、38、76、361、722和1444。
質因數分解，{\displaystyle 2^{2}\times 19^{2}}。
- 亏数，真因數和為1223，虧度為221
- 平方数，為38的平方。
- 十进制的奢侈數。

1447
- 第229個質數。

1451
- 第230個質數。
  - 孪生素数，為（1451、 1453）

1458
- 合数，正因數有1、2、3、6、9、18、27、54、81、162、243、486、729和1458。
質因數分解，{\displaystyle 2\times 3^{6}}。
- 过剩数，真因數和為1821，盈度為363
  - 半完全数，和為本身的其中一組因數為1、 2、 6、 18、 54、 162、 486、 729。
- 十进制的節儉數。

1459
- 第232個質數。

1469
- 合数，正因數有1、13、113和1469。
質因數分解，{\displaystyle 13\times 113}。
- 亏数，真因數和為127，虧度為1342
- 不尋常數，大於平方根的質因數為113。
- 半素数。
- 无平方数因数的数。
- 十进制的奢侈數。

1470
- 合数，正因數有1、2、3、5、6、7、10、14、15、21、30、35、42、49、70、98、105、147、210、245、294、490、735和1470。
質因數分解，{\displaystyle 2\times 3\times 5\times 7^{2}}。
- 过剩数，真因數和為2634，盈度為1164
- 十进制的奢侈數。

1471
- 第233個質數。

1480
- 合数，正因數有1、2、4、5、8、10、20、37、40、74、148、185、296、370、740和1480。
質因數分解，{\displaystyle 2^{3}\times 5\times 37}。
- 过剩数，真因數和為1940，盈度為460
- 十进制的奢侈數。

1481
- 第234個質數。
  - 孪生素数，為（1481、 1483）

1482
- 合数，正因數有1、2、3、6、13、19、26、38、39、57、78、114、247、494、741和1482。
質因數分解，{\displaystyle 2\times 3\times 13\times 19}。
- 过剩数，真因數和為1878，盈度為396
- 无平方数因数的数。
- 普洛尼克数，為38與39的乘積。
- 十进制的奢侈數。

1485
- 合数，正因數有1、3、5、9、11、15、27、33、45、55、99、135、165、297、495和1485。
質因數分解，{\displaystyle 3^{3}\times 5\times 11}。
- 亏数，真因數和為1395，虧度為90
- 十进制的奢侈數。

1487
- 第236個質數。
  - 孪生素数，為（1487、 1489）

1490
- 合数，正因數有1、2、5、10、149、298、745和1490。
質因數分解，{\displaystyle 2\times 5\times 149}。
- 亏数，真因數和為1210，虧度為280
- 不尋常數，大於平方根的質因數為149。
- 无平方数因数的数。
  - 楔形数。
- 十进制的奢侈數。

1491
- 合数，正因數有1、3、7、21、71、213、497和1491。
質因數分解，{\displaystyle 3\times 7\times 71}。
- 亏数，真因數和為813，虧度為678
- 不尋常數，大於平方根的質因數為71。
- 无平方数因数的数。
  - 楔形数。
- 十进制的等數位數。

1492
- 合数，正因數有1、2、4、373、746和1492。
質因數分解，{\displaystyle 2^{2}\times 373}。
- 亏数，真因數和為1126，虧度為366
- 不尋常數，大於平方根的質因數為373。
- 十进制的奢侈數。

1493
- 第238個質數。

1494
- 合数，正因數有1、2、3、6、9、18、83、166、249、498、747和1494。
質因數分解，{\displaystyle 2\times 3^{2}\times 83}。
- 过剩数，真因數和為1782，盈度為288
  - 半完全数，和為本身的其中一組因數為83、 166、 498、 747。
- 不尋常數，大於平方根的質因數為83。
- 十进制的奢侈數。

1496
- 合数，正因數有1、2、4、8、11、17、22、34、44、68、88、136、187、374、748和1496。
質因數分解，{\displaystyle 2^{3}\times 11\times 17}。
- 过剩数，真因數和為1744，盈度為248
- 十进制的奢侈數。

1499
- 第239個質數。

### 1500至1999的數字
1501
- 合数，正因數有1、19、79和1501。
質因數分解，{\displaystyle 19\times 79}。
- 亏数，真因數和為99，虧度為1402
- 不尋常數，大於平方根的質因數為79。
- 半素数。
- 无平方数因数的数。
- 十进制的等數位數。

1510
- 合数，正因數有1、2、5、10、151、302、755和1510。
質因數分解，{\displaystyle 2\times 5\times 151}。
- 亏数，真因數和為1226，虧度為284
- 不尋常數，大於平方根的質因數為151。
- 无平方数因数的数。
  - 楔形数。
- 十进制的奢侈數。

1511
- 第240個質數。

1513
- 合数，正因數有1、17、89和1513。
質因數分解，{\displaystyle 17\times 89}。
- 亏数，真因數和為107，虧度為1406
- 不尋常數，大於平方根的質因數為89。
- 半素数。
- 无平方数因数的数。
- 十进制的等數位數。

1518
- 合数，正因數有1、2、3、6、11、22、23、33、46、66、69、138、253、506、759和1518。
質因數分解，{\displaystyle 2\times 3\times 11\times 23}。
- 过剩数，真因數和為1938，盈度為420
  - 半完全数，和為本身的其中一組因數為1、 2、 3、 11、 22、 33、 46、 66、 69、 506、 759。
- 无平方数因数的数。
- 十进制的奢侈數。

1519
- 合数，正因數有1、7、31、49、217和1519。
質因數分解，{\displaystyle 7^{2}\times 31}。
- 亏数，真因數和為305，虧度為1214
- 十进制的等數位數。

1520
- 合数，正因數有1、2、4、5、8、10、16、19、20、38、40、76、80、95、152、190、304、380、760和1520。
質因數分解，{\displaystyle 2^{4}\times 5\times 19}。
- 过剩数，真因數和為2200，盈度為680
- 十进制的奢侈數。

1521
- 合数，正因數有1、3、9、13、39、117、169、507和1521。
質因數分解，{\displaystyle 3^{2}\times 13^{2}}。
- 亏数，真因數和為858，虧度為663
- 平方数，為39的平方。
- 十进制的奢侈數。

1523
- 第241個質數。

1524
- 合数，正因數有1、2、3、4、6、12、127、254、381、508、762和1524。
質因數分解，{\displaystyle 2^{2}\times 3\times 127}。
- 过剩数，真因數和為2060，盈度為536
  - 半完全数，和為本身的其中一組因數為127、 254、 381、 762。
- 不尋常數，大於平方根的質因數為127。
- 十进制的奢侈數。

1525
- 合数，正因數有1、5、25、61、305和1525。
質因數分解，{\displaystyle 5^{2}\times 61}。
- 亏数，真因數和為397，虧度為1128
- 不尋常數，大於平方根的質因數為61。
- 十进制的等數位數。

1527
- 合数，正因數有1、3、509和1527。
質因數分解，{\displaystyle 3\times 509}。
- 亏数，真因數和為513，虧度為1014
- 不尋常數，大於平方根的質因數為509。
- 半素数。
- 无平方数因数的数。
- 十进制的等數位數。

1528
- 合数，正因數有1、2、4、8、191、382、764和1528。
質因數分解，{\displaystyle 2^{3}\times 191}。
- 亏数，真因數和為1352，虧度為176
- 不尋常數，大於平方根的質因數為191。
- 十进制的奢侈數。

1530
- 合数，正因數有1、2、3、5、6、9、10、15、17、18、30、34、45、51、85、90、102、153、170、255、306、510、765和1530。
質因數分解，{\displaystyle 2\times 3^{2}\times 5\times 17}。
- 过剩数，真因數和為2682，盈度為1152
- 十进制的奢侈數。

1531
- 第242個質數。

1532
- 合数，正因數有1、2、4、383、766和1532。
質因數分解，{\displaystyle 2^{2}\times 383}。
- 亏数，真因數和為1156，虧度為376
- 不尋常數，大於平方根的質因數為383。
- 十进制的奢侈數。

1535
- 合数，正因數有1、5、307和1535。
質因數分解，{\displaystyle 5\times 307}。
- 亏数，真因數和為313，虧度為1222
- 不尋常數，大於平方根的質因數為307。
- 半素数。
- 无平方数因数的数。
- 十进制的等數位數。

1536
- 合数，正因數有1、2、3、4、6、8、12、16、24、32、48、64、96、128、192、256、384、512、768和1536。
質因數分解，{\displaystyle 2^{9}\times 3}。
- 过剩数，真因數和為2556，盈度為1020
- 十进制的節儉數。

1537
- 合数，正因數有1、29、53和1537。
質因數分解，{\displaystyle 29\times 53}。
- 亏数，真因數和為83，虧度為1454
- 不尋常數，大於平方根的質因數為53。
- 半素数。
- 无平方数因数的数。
- 十进制的等數位數。

1540
- 合数，正因數有1、2、4、5、7、10、11、14、20、22、28、35、44、55、70、77、110、140、154、220、308、385、770和1540。
質因數分解，{\displaystyle 2^{2}\times 5\times 7\times 11}。
- 过剩数，真因數和為2492，盈度為952
- 十进制的奢侈數。

1543
- 第243個質數。

1544
- 合数，正因數有1、2、4、8、193、386、772和1544。
質因數分解，{\displaystyle 2^{3}\times 193}。
- 亏数，真因數和為1366，虧度為178
- 不尋常數，大於平方根的質因數為193。
- 十进制的奢侈數。

1546
- 合数，正因數有1、2、773和1546。
質因數分解，{\displaystyle 2\times 773}。
- 亏数，真因數和為776，虧度為770
- 不尋常數，大於平方根的質因數為773。
- 半素数。
- 无平方数因数的数。
- 十进制的等數位數。

1556
- 合数，正因數有1、2、4、389、778和1556。
質因數分解，{\displaystyle 2^{2}\times 389}。
- 亏数，真因數和為1174，虧度為382
- 不尋常數，大於平方根的質因數為389。
- 十进制的奢侈數。

1559
- 第246個質數。

1560
- 合数，正因數有1、2、3、4、5、6、8、10、12、13、15、20、24、26、30、39、40、52、60、65、78、104、120、130、156、195、260、312、390、520、780和1560。
質因數分解，{\displaystyle 2^{3}\times 3\times 5\times 13}。
- 过剩数，真因數和為3480，盈度為1920
- 普洛尼克数，為39與40的乘積。
- 十进制的奢侈數。

1564
- 合数，正因數有1、2、4、17、23、34、46、68、92、391、782和1564。
質因數分解，{\displaystyle 2^{2}\times 17\times 23}。
- 亏数，真因數和為1460，虧度為104
- 十进制的奢侈數。

1572
- 合数，正因數有1、2、3、4、6、12、131、262、393、524、786和1572。
質因數分解，{\displaystyle 2^{2}\times 3\times 131}。
- 过剩数，真因數和為2124，盈度為552
  - 半完全数，和為本身的其中一組因數為131、 262、 393、 786。
- 不尋常數，大於平方根的質因數為131。
- 十进制的奢侈數。

1575
- 合数，正因數有1、3、5、7、9、15、21、25、35、45、63、75、105、175、225、315、525和1575。
質因數分解，{\displaystyle 3^{2}\times 5^{2}\times 7}。
- 过剩数，真因數和為1649，盈度為74
- 十进制的奢侈數。

1583
- 第250個質數。

1588
- 合数，正因數有1、2、4、397、794和1588。
質因數分解，{\displaystyle 2^{2}\times 397}。
- 亏数，真因數和為1198，虧度為390
- 不尋常數，大於平方根的質因數為397。
- 十进制的奢侈數。

1593
- 合数，正因數有1、3、9、27、59、177、531和1593。
質因數分解，{\displaystyle 3^{3}\times 59}。
- 亏数，真因數和為807，虧度為786
- 不尋常數，大於平方根的質因數為59。
- 十进制的等數位數。

1596
- 合数，正因數有1、2、3、4、6、7、12、14、19、21、28、38、42、57、76、84、114、133、228、266、399、532、798和1596。
質因數分解，{\displaystyle 2^{2}\times 3\times 7\times 19}。
- 过剩数，真因數和為2884，盈度為1288
- 十进制的奢侈數。

1597
- 第251個質數。

1600
- 合数，正因數有1、2、4、5、8、10、16、20、25、32、40、50、64、80、100、160、200、320、400、800和1600。
質因數分解，{\displaystyle 2^{6}\times 5^{2}}。
- 过剩数，真因數和為2337，盈度為737
- 平方数，為40的平方。
- 十进制的等數位數。

1601
- 第252個質數。

1617
- 合数，正因數有1、3、7、11、21、33、49、77、147、231、539和1617。
質因數分解，{\displaystyle 3\times 7^{2}\times 11}。
- 亏数，真因數和為1119，虧度為498
- 十进制的奢侈數。

1618
- 合数，正因數有1、2、809和1618。
質因數分解，{\displaystyle 2\times 809}。
- 亏数，真因數和為812，虧度為806
- 不尋常數，大於平方根的質因數為809。
- 半素数。
- 无平方数因数的数。
- 十进制的等數位數。

1619
- 第256個質數。
  - 孪生素数，為（1619、 1621）

1621
- 第257個質數。
  - 孪生素数，為（1619、 1621）

1625
- 合数，正因數有1、5、13、25、65、125、325和1625。
質因數分解，{\displaystyle 5^{3}\times 13}。
- 亏数，真因數和為559，虧度為1066
- 十进制的等數位數。

1626
- 合数，正因數有1、2、3、6、271、542、813和1626。
質因數分解，{\displaystyle 2\times 3\times 271}。
- 过剩数，真因數和為1638，盈度為12
  - 半完全数，和為本身的其中一組因數為271、 542、 813。
- 不尋常數，大於平方根的質因數為271。
- 佩服數，佩服因數為6。
- 无平方数因数的数。
  - 楔形数。
- 十进制的奢侈數。

1633
- 合数，正因數有1、23、71和1633。
質因數分解，{\displaystyle 23\times 71}。
- 亏数，真因數和為95，虧度為1538
- 不尋常數，大於平方根的質因數為71。
- 半素数。
- 无平方数因数的数。
- 十进制的等數位數。

1638
- 合数，正因數有1、2、3、6、7、9、13、14、18、21、26、39、42、63、78、91、117、126、182、234、273、546、819和1638。
質因數分解，{\displaystyle 2\times 3^{2}\times 7\times 13}。
- 过剩数，真因數和為2730，盈度為1092
- 歐爾調和數，因數调和平均数為9。
- 佩服數，佩服因數為546。
- 十进制的奢侈數。

1639
- 合数，正因數有1、11、149和1639。
質因數分解，{\displaystyle 11\times 149}。
- 亏数，真因數和為161，虧度為1478
- 不尋常數，大於平方根的質因數為149。
- 半素数。
- 无平方数因数的数。
- 十进制的奢侈數。

1640
- 合数，正因數有1、2、4、5、8、10、20、40、41、82、164、205、328、410、820和1640。
質因數分解，{\displaystyle 2^{3}\times 5\times 41}。
- 过剩数，真因數和為2140，盈度為500
  - 半完全数，和為本身的其中一組因數為1、 2、 4、 5、 10、 20、 40、 41、 164、 205、 328、 820。
- 不尋常數，大於平方根的質因數為41。
- 普洛尼克数，為40與41的乘積。
- 十进制的奢侈數。

1649
- 合数，正因數有1、17、97和1649。
質因數分解，{\displaystyle 17\times 97}。
- 亏数，真因數和為115，虧度為1534
- 不尋常數，大於平方根的質因數為97。
- 半素数。
- 无平方数因数的数。
- 十进制的等數位數。

1651
- 合数，正因數有1、13、127和1651。
質因數分解，{\displaystyle 13\times 127}。
- 亏数，真因數和為141，虧度為1510
- 不尋常數，大於平方根的質因數為127。
- 半素数。
- 无平方数因数的数。
- 十进制的奢侈數。

1653
- 合数，正因數有1、3、19、29、57、87、551和1653。
質因數分解，{\displaystyle 3\times 19\times 29}。
- 亏数，真因數和為747，虧度為906
- 无平方数因数的数。
  - 楔形数。
- 十进制的奢侈數。

1657
- 第260個質數。

1660
- 合数，正因數有1、2、4、5、10、20、83、166、332、415、830和1660。
質因數分解，{\displaystyle 2^{2}\times 5\times 83}。
- 过剩数，真因數和為1868，盈度為208
  - 半完全数，和為本身的其中一組因數為83、 332、 415、 830。
- 不尋常數，大於平方根的質因數為83。
- 十进制的奢侈數。

1666
- 合数，正因數有1、2、7、14、17、34、49、98、119、238、833和1666。
質因數分解，{\displaystyle 2\times 7^{2}\times 17}。
- 亏数，真因數和為1412，虧度為254
- 十进制的奢侈數。

1669
- 第263個質數。
  - 孪生素数，為（1667、 1669）

1679
- 合数，正因數有1、23、73和1679。
質因數分解，{\displaystyle 23\times 73}。
- 亏数，真因數和為97，虧度為1582
- 不尋常數，大於平方根的質因數為73。
- 半素数。
- 无平方数因数的数。
- 十进制的等數位數。

1680
- 合数，正因數有1、2、3、4、5、6、7、8、10、12、14、15、16、20、21、24、28、30、35、40、42、48、56、60、70、80、84、105、112、120、140、168、210、240、280、336、420、560、840和1680。
質因數分解，{\displaystyle 2^{4}\times 3\times 5\times 7}。
- 过剩数，真因數和為4272，盈度為2592
- 十进制的奢侈數。

1681
- 合数，正因數有1、41和1681。
質因數分解，{\displaystyle 41^{2}}。
- 亏数，真因數和為42，虧度為1639
- 半素数。
- 平方数，為41的平方。
- 十进制的節儉數。

1682
- 合数，正因數有1、2、29、58、841和1682。
質因數分解，{\displaystyle 2\times 29^{2}}。
- 亏数，真因數和為931，虧度為751
- 十进制的等數位數。

1683
- 合数，正因數有1、3、9、11、17、33、51、99、153、187、561和1683。
質因數分解，{\displaystyle 3^{2}\times 11\times 17}。
- 亏数，真因數和為1125，虧度為558
- 十进制的奢侈數。

1695
- 合数，正因數有1、3、5、15、113、339、565和1695。
質因數分解，{\displaystyle 3\times 5\times 113}。
- 亏数，真因數和為1041，虧度為654
- 不尋常數，大於平方根的質因數為113。
- 无平方数因数的数。
  - 楔形数。
- 十进制的奢侈數。

1696
- 合数，正因數有1、2、4、8、16、32、53、106、212、424、848和1696。
質因數分解，{\displaystyle 2^{5}\times 53}。
- 过剩数，真因數和為1706，盈度為10
  - 半完全数，和為本身的其中一組因數為1、 4、 16、 32、 53、 106、 212、 424、 848。
- 不尋常數，大於平方根的質因數為53。
- 十进制的等數位數。

1701
- 合数，正因數有1、3、7、9、21、27、63、81、189、243、567和1701。
質因數分解，{\displaystyle 3^{5}\times 7}。
- 亏数，真因數和為1211，虧度為490
- 十进制的節儉數。

1702
- 合数，正因數有1、2、23、37、46、74、851和1702。
質因數分解，{\displaystyle 2\times 23\times 37}。
- 亏数，真因數和為1034，虧度為668
- 无平方数因数的数。
  - 楔形数。
- 十进制的奢侈數。

1705
- 合数，正因數有1、5、11、31、55、155、341和1705。
質因數分解，{\displaystyle 5\times 11\times 31}。
- 亏数，真因數和為599，虧度為1106
- 无平方数因数的数。
  - 楔形数。
- 十进制的奢侈數。

1709
- 第267個質數。

1711
- 合数，正因數有1、29、59和1711。
質因數分解，{\displaystyle 29\times 59}。
- 亏数，真因數和為89，虧度為1622
- 不尋常數，大於平方根的質因數為59。
- 半素数。
- 无平方数因数的数。
- 十进制的等數位數。

1717
- 合数，正因數有1、17、101和1717。
質因數分解，{\displaystyle 17\times 101}。
- 亏数，真因數和為119，虧度為1598
- 不尋常數，大於平方根的質因數為101。
- 半素数。
- 无平方数因数的数。
- 十进制的奢侈數。

1720
- 合数，正因數有1、2、4、5、8、10、20、40、43、86、172、215、344、430、860和1720。
質因數分解，{\displaystyle 2^{3}\times 5\times 43}。
- 过剩数，真因數和為2240，盈度為520
  - 半完全数，和為本身的其中一組因數為1、 2、 5、 8、 10、 20、 40、 43、 172、 215、 344、 860。
- 不尋常數，大於平方根的質因數為43。
- 十进制的奢侈數。

1722
- 合数，正因數有1、2、3、6、7、14、21、41、42、82、123、246、287、574、861和1722。
質因數分解，{\displaystyle 2\times 3\times 7\times 41}。
- 过剩数，真因數和為2310，盈度為588
  - 半完全数，和為本身的其中一組因數為1、 2、 3、 6、 7、 21、 41、 42、 82、 123、 246、 287、 861。
- 无平方数因数的数。
- 普洛尼克数，為41與42的乘積。
- 十进制的奢侈數。

1723
- 第269個質數。
  - 孪生素数，為（1721、 1723）

1728
- 合数，正因數有1、2、3、4、6、8、9、12、16、18、24、27、32、36、48、54、64、72、96、108、144、192、216、288、432、576、864和1728。
質因數分解，{\displaystyle 2^{6}\times 3^{3}}。
- 过剩数，真因數和為3352，盈度為1624
- 十进制的等數位數。

1729
- 合数，正因數有1、7、13、19、91、133、247和1729。
質因數分解，{\displaystyle 7\times 13\times 19}。
- 亏数，真因數和為511，虧度為1218
- 无平方数因数的数。
  - 楔形数。
- 十进制的奢侈數。

1733
- 第270個質數。

1736
- 合数，正因數有1、2、4、7、8、14、28、31、56、62、124、217、248、434、868和1736。
質因數分解，{\displaystyle 2^{3}\times 7\times 31}。
- 过剩数，真因數和為2104，盈度為368
  - 半完全数，和為本身的其中一組因數為1、 4、 7、 8、 14、 28、 31、 124、 217、 434、 868。
- 十进制的奢侈數。

1741
- 第271個質數。

1747
- 第272個質數。

1753
- 第273個質數。

1756
- 合数，正因數有1、2、4、439、878和1756。
質因數分解，{\displaystyle 2^{2}\times 439}。
- 亏数，真因數和為1324，虧度為432
- 不尋常數，大於平方根的質因數為439。
- 十进制的奢侈數。

1760
- 合数，正因數有1、2、4、5、8、10、11、16、20、22、32、40、44、55、80、88、110、160、176、220、352、440、880和1760。
質因數分解，{\displaystyle 2^{5}\times 5\times 11}。
- 过剩数，真因數和為2776，盈度為1016
- 十进制的奢侈數。

1764
- 合数，正因數有1、2、3、4、6、7、9、12、14、18、21、28、36、42、49、63、84、98、126、147、196、252、294、441、588、882和1764。
質因數分解，{\displaystyle 2^{2}\times 3^{2}\times 7^{2}}。
- 过剩数，真因數和為3423，盈度為1659
- 平方数，為42的平方。
- 十进制的奢侈數。

1770
- 合数，正因數有1、2、3、5、6、10、15、30、59、118、177、295、354、590、885和1770。
質因數分解，{\displaystyle 2\times 3\times 5\times 59}。
- 过剩数，真因數和為2550，盈度為780
  - 半完全数，和為本身的其中一組因數為1、 2、 5、 6、 15、 30、 59、 118、 295、 354、 885。
- 不尋常數，大於平方根的質因數為59。
- 无平方数因数的数。
- 十进制的奢侈數。

1771
- 合数，正因數有1、7、11、23、77、161、253和1771。
質因數分解，{\displaystyle 7\times 11\times 23}。
- 亏数，真因數和為533，虧度為1238
- 无平方数因数的数。
  - 楔形数。
- 十进制的奢侈數。

1772
- 合数，正因數有1、2、4、443、886和1772。
質因數分解，{\displaystyle 2^{2}\times 443}。
- 亏数，真因數和為1336，虧度為436
- 不尋常數，大於平方根的質因數為443。
- 十进制的奢侈數。

1782
- 合数，正因數有1、2、3、6、9、11、18、22、27、33、54、66、81、99、162、198、297、594、891和1782。
質因數分解，{\displaystyle 2\times 3^{4}\times 11}。
- 过剩数，真因數和為2574，盈度為792
- 十进制的奢侈數。

1785
- 合数，正因數有1、3、5、7、15、17、21、35、51、85、105、119、255、357、595和1785。
質因數分解，{\displaystyle 3\times 5\times 7\times 17}。
- 亏数，真因數和為1671，虧度為114
- 无平方数因数的数。
- 十进制的奢侈數。

1787
- 第277個質數。
  - 孪生素数，為（1787、 1789）

1791
- 合数，正因數有1、3、9、199、597和1791。
質因數分解，{\displaystyle 3^{2}\times 199}。
- 亏数，真因數和為809，虧度為982
- 不尋常數，大於平方根的質因數為199。
- 十进制的奢侈數。

1794
- 合数，正因數有1、2、3、6、13、23、26、39、46、69、78、138、299、598、897和1794。
質因數分解，{\displaystyle 2\times 3\times 13\times 23}。
- 过剩数，真因數和為2238，盈度為444
  - 半完全数，和為本身的其中一組因數為2、 3、 13、 23、 26、 39、 46、 69、 78、 598、 897。
- 无平方数因数的数。
- 十进制的奢侈數。

1800
- 合数，正因數有1、2、3、4、5、6、8、9、10、12、15、18、20、24、25、30、36、40、45、50、60、72、75、90、100、120、150、180、200、225、300、360、450、600、900和1800。
質因數分解，{\displaystyle 2^{3}\times 3^{2}\times 5^{2}}。
- 过剩数，真因數和為4245，盈度為2445
- 十进制的奢侈數。

1801
- 第279個質數。

1806
- 合数，正因數有1、2、3、6、7、14、21、42、43、86、129、258、301、602、903和1806。
質因數分解，{\displaystyle 2\times 3\times 7\times 43}。
- 过剩数，真因數和為2418，盈度為612
  - 半完全数，和為本身的其中一組因數為1、 2、 6、 14、 21、 42、 43、 86、 129、 258、 301、 903。
- 不尋常數，大於平方根的質因數為43。
- 无平方数因数的数。
- 普洛尼克数，為42與43的乘積。
- 十进制的奢侈數。

1807
- 合数，正因數有1、13、139和1807。
質因數分解，{\displaystyle 13\times 139}。
- 亏数，真因數和為153，虧度為1654
- 不尋常數，大於平方根的質因數為139。
- 半素数。
- 无平方数因数的数。
- 十进制的奢侈數。

1811
- 第280個質數。

1820
- 合数，正因數有1、2、4、5、7、10、13、14、20、26、28、35、52、65、70、91、130、140、182、260、364、455、910和1820。
質因數分解，{\displaystyle 2^{2}\times 5\times 7\times 13}。
- 过剩数，真因數和為2884，盈度為1064
- 十进制的奢侈數。

1821
- 合数，正因數有1、3、607和1821。
質因數分解，{\displaystyle 3\times 607}。
- 亏数，真因數和為611，虧度為1210
- 不尋常數，大於平方根的質因數為607。
- 半素数。
- 无平方数因数的数。
- 十进制的等數位數。

1823
- 第281個質數。

1827
- 合数，正因數有1、3、7、9、21、29、63、87、203、261、609和1827。
質因數分解，{\displaystyle 3^{2}\times 7\times 29}。
- 亏数，真因數和為1293，虧度為534
- 十进制的奢侈數。

1828
- 合数，正因數有1、2、4、457、914和1828。
質因數分解，{\displaystyle 2^{2}\times 457}。
- 亏数，真因數和為1378，虧度為450
- 不尋常數，大於平方根的質因數為457。
- 十进制的奢侈數。

1830
- 合数，正因數有1、2、3、5、6、10、15、30、61、122、183、305、366、610、915和1830。
質因數分解，{\displaystyle 2\times 3\times 5\times 61}。
- 过剩数，真因數和為2634，盈度為804
  - 半完全数，和為本身的其中一組因數為2、 3、 5、 6、 15、 30、 61、 122、 305、 366、 915。
- 不尋常數，大於平方根的質因數為61。
- 无平方数因数的数。
- 十进制的奢侈數。

1832
- 合数，正因數有1、2、4、8、229、458、916和1832。
質因數分解，{\displaystyle 2^{3}\times 229}。
- 亏数，真因數和為1618，虧度為214
- 不尋常數，大於平方根的質因數為229。
- 十进制的奢侈數。

1834
- 合数，正因數有1、2、7、14、131、262、917和1834。
質因數分解，{\displaystyle 2\times 7\times 131}。
- 亏数，真因數和為1334，虧度為500
- 不尋常數，大於平方根的質因數為131。
- 无平方数因数的数。
  - 楔形数。
- 十进制的奢侈數。

1836
- 合数，正因數有1、2、3、4、6、9、12、17、18、27、34、36、51、54、68、102、108、153、204、306、459、612、918和1836。
質因數分解，{\displaystyle 2^{2}\times 3^{3}\times 17}。
- 过剩数，真因數和為3204，盈度為1368
- 十进制的奢侈數。

1837
- 合数，正因數有1、11、167和1837。
質因數分解，{\displaystyle 11\times 167}。
- 亏数，真因數和為179，虧度為1658
- 不尋常數，大於平方根的質因數為167。
- 半素数。
- 无平方数因数的数。
- 十进制的奢侈數。

1841
- 合数，正因數有1、7、263和1841。
質因數分解，{\displaystyle 7\times 263}。
- 亏数，真因數和為271，虧度為1570
- 不尋常數，大於平方根的質因數為263。
- 半素数。
- 无平方数因数的数。
- 十进制的等數位數。

1843
- 合数，正因數有1、19、97和1843。
質因數分解，{\displaystyle 19\times 97}。
- 亏数，真因數和為117，虧度為1726
- 不尋常數，大於平方根的質因數為97。
- 半素数。
- 无平方数因数的数。
- 十进制的等數位數。

1844
- 合数，正因數有1、2、4、461、922和1844。
質因數分解，{\displaystyle 2^{2}\times 461}。
- 亏数，真因數和為1390，虧度為454
- 不尋常數，大於平方根的質因數為461。
- 十进制的奢侈數。

1845
- 合数，正因數有1、3、5、9、15、41、45、123、205、369、615和1845。
質因數分解，{\displaystyle 3^{2}\times 5\times 41}。
- 亏数，真因數和為1431，虧度為414
- 十进制的奢侈數。

1847
- 第283個質數。

1849
- 合数，正因數有1、43和1849。
質因數分解，{\displaystyle 43^{2}}。
- 亏数，真因數和為44，虧度為1805
- 半素数。
- 平方数，為43的平方。
- 十进制的節儉數。

1851
- 合数，正因數有1、3、617和1851。
質因數分解，{\displaystyle 3\times 617}。
- 亏数，真因數和為621，虧度為1230
- 不尋常數，大於平方根的質因數為617。
- 半素数。
- 无平方数因数的数。
- 十进制的等數位數。

1853
- 合数，正因數有1、17、109和1853。
質因數分解，{\displaystyle 17\times 109}。
- 亏数，真因數和為127，虧度為1726
- 不尋常數，大於平方根的質因數為109。
- 半素数。
- 无平方数因数的数。
- 十进制的奢侈數。

1854
- 合数，正因數有1、2、3、6、9、18、103、206、309、618、927和1854。
質因數分解，{\displaystyle 2\times 3^{2}\times 103}。
- 过剩数，真因數和為2202，盈度為348
  - 半完全数，和為本身的其中一組因數為103、 206、 618、 927。
- 不尋常數，大於平方根的質因數為103。
- 十进制的奢侈數。

1856
- 合数，正因數有1、2、4、8、16、29、32、58、64、116、232、464、928和1856。
質因數分解，{\displaystyle 2^{6}\times 29}。
- 过剩数，真因數和為1954，盈度為98
  - 半完全数，和為本身的其中一組因數為1、 4、 8、 16、 29、 58、 116、 232、 464、 928。
- 十进制的等數位數。

1857
- 合数，正因數有1、3、619和1857。
質因數分解，{\displaystyle 3\times 619}。
- 亏数，真因數和為623，虧度為1234
- 不尋常數，大於平方根的質因數為619。
- 半素数。
- 无平方数因数的数。
- 十进制的等數位數。

1861
- 第284個質數。

1862
- 合数，正因數有1、2、7、14、19、38、49、98、133、266、931和1862。
質因數分解，{\displaystyle 2\times 7^{2}\times 19}。
- 亏数，真因數和為1558，虧度為304
- 十进制的奢侈數。

1863
- 合数，正因數有1、3、9、23、27、69、81、207、621和1863。
質因數分解，{\displaystyle 3^{4}\times 23}。
- 亏数，真因數和為1041，虧度為822
- 十进制的等數位數。

1864
- 合数，正因數有1、2、4、8、233、466、932和1864。
質因數分解，{\displaystyle 2^{3}\times 233}。
- 亏数，真因數和為1646，虧度為218
- 不尋常數，大於平方根的質因數為233。
- 十进制的奢侈數。

1866
- 合数，正因數有1、2、3、6、311、622、933和1866。
質因數分解，{\displaystyle 2\times 3\times 311}。
- 过剩数，真因數和為1878，盈度為12
  - 半完全数，和為本身的其中一組因數為311、 622、 933。
- 不尋常數，大於平方根的質因數為311。
- 佩服數，佩服因數為6。
- 无平方数因数的数。
  - 楔形数。
- 十进制的奢侈數。

1870
- 合数，正因數有1、2、5、10、11、17、22、34、55、85、110、170、187、374、935和1870。
質因數分解，{\displaystyle 2\times 5\times 11\times 17}。
- 过剩数，真因數和為2018，盈度為148
  - 半完全数，和為本身的其中一組因數為1、 2、 10、 17、 34、 55、 85、 170、 187、 374、 935。
- 无平方数因数的数。
- 十进制的奢侈數。

1885
- 合数，正因數有1、5、13、29、65、145、377和1885。
質因數分解，{\displaystyle 5\times 13\times 29}。
- 亏数，真因數和為635，虧度為1250
- 无平方数因数的数。
  - 楔形数。
- 十进制的奢侈數。

1889
- 第290個質數。

1891
- 合数，正因數有1、31、61和1891。
質因數分解，{\displaystyle 31\times 61}。
- 亏数，真因數和為93，虧度為1798
- 不尋常數，大於平方根的質因數為61。
- 半素数。
- 无平方数因数的数。
- 十进制的等數位數。

1892
- 合数，正因數有1、2、4、11、22、43、44、86、172、473、946和1892。
質因數分解，{\displaystyle 2^{2}\times 11\times 43}。
- 亏数，真因數和為1804，虧度為88
- 普洛尼克数，為43與44的乘積。
- 十进制的奢侈數。

1896
- 合数，正因數有1、2、3、4、6、8、12、24、79、158、237、316、474、632、948和1896。
質因數分解，{\displaystyle 2^{3}\times 3\times 79}。
- 过剩数，真因數和為2904，盈度為1008
  - 半完全数，和為本身的其中一組因數為79、 158、 237、 316、 474、 632。
- 不尋常數，大於平方根的質因數為79。
- 十进制的奢侈數。

1897
- 合数，正因數有1、7、271和1897。
質因數分解，{\displaystyle 7\times 271}。
- 亏数，真因數和為279，虧度為1618
- 不尋常數，大於平方根的質因數為271。
- 半素数。
- 无平方数因数的数。
- 十进制的等數位數。

1900
- 合数，正因數有1、2、4、5、10、19、20、25、38、50、76、95、100、190、380、475、950和1900。
質因數分解，{\displaystyle 2^{2}\times 5^{2}\times 19}。
- 过剩数，真因數和為2440，盈度為540
- 十进制的奢侈數。

1901
- 第291個質數。

1907
- 第292個質數。

1909
- 合数，正因數有1、23、83和1909。
質因數分解，{\displaystyle 23\times 83}。
- 亏数，真因數和為107，虧度為1802
- 不尋常數，大於平方根的質因數為83。
- 半素数。
- 无平方数因数的数。
- 十进制的等數位數。

1913
- 第293個質數。

1918
- 合数，正因數有1、2、7、14、137、274、959和1918。
質因數分解，{\displaystyle 2\times 7\times 137}。
- 亏数，真因數和為1394，虧度為524
- 不尋常數，大於平方根的質因數為137。
- 无平方数因数的数。
  - 楔形数。
- 十进制的奢侈數。

1926
- 合数，正因數有1、2、3、6、9、18、107、214、321、642、963和1926。
質因數分解，{\displaystyle 2\times 3^{2}\times 107}。
- 过剩数，真因數和為2286，盈度為360
  - 半完全数，和為本身的其中一組因數為107、 214、 642、 963。
- 不尋常數，大於平方根的質因數為107。
- 十进制的奢侈數。

1929
- 合数，正因數有1、3、643和1929。
質因數分解，{\displaystyle 3\times 643}。
- 亏数，真因數和為647，虧度為1282
- 不尋常數，大於平方根的質因數為643。
- 半素数。
- 无平方数因数的数。
- 十进制的等數位數。

1931
- 第294個質數。
  - 孪生素数，為（1931、 1933）

1933
- 第295個質數。
  - 孪生素数，為（1931、 1933）

1934
- 合数，正因數有1、2、967和1934。
質因數分解，{\displaystyle 2\times 967}。
- 亏数，真因數和為970，虧度為964
- 不尋常數，大於平方根的質因數為967。
- 半素数。
- 无平方数因数的数。
- 十进制的等數位數。

1936
- 合数，正因數有1、2、4、8、11、16、22、44、88、121、176、242、484、968和1936。
質因數分解，{\displaystyle 2^{4}\times 11^{2}}。
- 过剩数，真因數和為2187，盈度為251
  - 半完全数，和為本身的其中一組因數為2、 4、 11、 16、 22、 44、 88、 121、 176、 484、 968。
- 平方数，為44的平方。
- 十进制的奢侈數。

1938
- 合数，正因數有1、2、3、6、17、19、34、38、51、57、102、114、323、646、969和1938。
質因數分解，{\displaystyle 2\times 3\times 17\times 19}。
- 过剩数，真因數和為2382，盈度為444
  - 半完全数，和為本身的其中一組因數為1、 2、 3、 6、 17、 34、 38、 51、 57、 114、 646、 969。
- 无平方数因数的数。
- 十进制的奢侈數。

1951
- 第297個質數。
  - 孪生素数，為（1949、 1951）

1953
- 合数，正因數有1、3、7、9、21、31、63、93、217、279、651和1953。
質因數分解，{\displaystyle 3^{2}\times 7\times 31}。
- 亏数，真因數和為1375，虧度為578
- 十进制的奢侈數。

1956
- 合数，正因數有1、2、3、4、6、12、163、326、489、652、978和1956。
質因數分解，{\displaystyle 2^{2}\times 3\times 163}。
- 过剩数，真因數和為2636，盈度為680
  - 半完全数，和為本身的其中一組因數為163、 326、 489、 978。
- 不尋常數，大於平方根的質因數為163。
- 十进制的奢侈數。

1966
- 合数，正因數有1、2、983和1966。
質因數分解，{\displaystyle 2\times 983}。
- 亏数，真因數和為986，虧度為980
- 不尋常數，大於平方根的質因數為983。
- 半素数。
- 无平方数因数的数。
- 十进制的等數位數。

1969
- 合数，正因數有1、11、179和1969。
質因數分解，{\displaystyle 11\times 179}。
- 亏数，真因數和為191，虧度為1778
- 不尋常數，大於平方根的質因數為179。
- 半素数。
- 无平方数因数的数。
- 十进制的奢侈數。

1973
- 第298個質數。

1980
- 合数，正因數有1、2、3、4、5、6、9、10、11、12、15、18、20、22、30、33、36、44、45、55、60、66、90、99、110、132、165、180、198、220、330、396、495、660、990和1980。
質因數分解，{\displaystyle 2^{2}\times 3^{2}\times 5\times 11}。
- 过剩数，真因數和為4572，盈度為2592
- 普洛尼克数，為44與45的乘積。
- 十进制的奢侈數。

1984
- 合数，正因數有1、2、4、8、16、31、32、62、64、124、248、496、992和1984。
質因數分解，{\displaystyle 2^{6}\times 31}。
- 过剩数，真因數和為2080，盈度為96
  - 半完全数，和為本身的其中一組因數為1、 2、 4、 8、 16、 31、 62、 124、 248、 496、 992。
- 十进制的等數位數。

1985
- 合数，正因數有1、5、397和1985。
質因數分解，{\displaystyle 5\times 397}。
- 亏数，真因數和為403，虧度為1582
- 不尋常數，大於平方根的質因數為397。
- 半素数。
- 无平方数因数的数。
- 十进制的等數位數。

1987
- 第300個質數。

1988
- 合数，正因數有1、2、4、7、14、28、71、142、284、497、994和1988。
質因數分解，{\displaystyle 2^{2}\times 7\times 71}。
- 过剩数，真因數和為2044，盈度為56
  - 半完全数，和為本身的其中一組因數為71、 142、 284、 497、 994。
- 不尋常數，大於平方根的質因數為71。
- 佩服數，佩服因數為28。
- 十进制的奢侈數。